# Grenoble Foot 38
Pour le club omnisports, voir Football Club de Grenoble (omnisports).
Pour les articles homonymes, voir GF.
Maillots
Actualités
Dernière mise à jour : 13 août 2025.
Le Grenoble Foot 38, couramment appelé Grenoble Foot, est un club de football français situé à Grenoble et évoluant au stade des Alpes depuis 2008.
Le club résulte de la fusion de plusieurs clubs grenoblois, à savoir le Football Club de Grenoble, le Football Club Jojo et Norcap Olympique Grenoble. L'entité actuelle et le nom de Grenoble Foot datent de 1997, année de fusion entre l'Olympique Grenoble Isère (ex FC Grenoble), club ayant alors un long passé professionnel, avec le Norcap Olympique Grenoble, alors que les deux clubs allaient évoluer ensemble en 4e division.
Malgré trois montées en première division, le club n'a jamais réussi à s’installer durablement dans l’élite du football français et a connu plusieurs retours au niveau amateur. Le palmarès du club se résume à deux championnats de Ligue 2 remportés en 1960 et 1962.
En juillet 2011, à la suite de la défaillance de son propriétaire japonais, Index corporation, le club est placé en liquidation judiciaire et rétrogradé en CFA 2 (cinquième division) après deux ans passés en Ligue 1. L'année suivante, l'équipe parvient à rejoindre le CFA, mais il faut attendre mai 2017 pour qu'elle soit promue en National après sa victoire 1-0 face au Puy, devenant par la même occasion champion de CFA. Le 27 mai 2018, le GF38, vainqueur du barrage de promotion contre l'équipe de Bourg-en-Bresse-Péronnas, retrouve la Ligue 2 sept ans après sa rétrogradation administrative en CFA 2.

## Histoire

### Le Stade grenoblois et le Sporting Club dauphinois (1908-1912)
En 1908, le championnat des Alpes est remporté par le Stade grenoblois qui s'incline au tour préliminaire du championnat de France de football USFSA face au FC Lyon.
En 1911 et en 1912 c'est le club grenoblois du Sporting Club Dauphinois qui remporte le championnat des Alpes et qui se hisse notamment en huitième de finale du championnat de France de football USFSA 1911.

### Les débuts du FC Grenoble (1911-1951)
Le 24 août 1911, les dirigeants de l'Union athlétique grenobloise, de l'Union sportive du 4e régiment du génie,  du Racing Club de Grenoble et du Cercle sportif grenoblois  se regroupent pour élire le bureau d'un nouveau club, le club omnisports du FC Grenoble,.
Le FC Grenoble est officiellement formé le 1er septembre 1911 et fait alors pratiquer sur le stade Lesdiguières, le rugby à XV, le football, le rink hockey, le tennis et la course à pied.
À l'origine les couleurs du club sont le noir et le gris comme l'étaient celle de l'Union athlétique grenobloise.
En 1913 après avoir remporté le championnat des Alpes, le FCG dispute le championnat de France de football USFSA où il s'incline au tour préliminaire face au Lyon OU.
En 1917 la section football prend son indépendance.
Le club atteint les 32e de finale de la Coupe de France en 1926.

#### Vice-champion de France groupe sud 1943
En 1942, il adhère au professionnalisme et termine second du Groupe Sud championnat de France de guerre 1943 avec 6 points de retard sur le premier, Toulouse.
Le professionnalisme est ensuite démantelé l'année suivante par les réformes du colonel Pascot.
En 1945, la section pro reprend ses activités mais faute de moyens financiers, l'expérience est de courte durée : elle ne dure qu'un an. Finalement cinq ans plus tard, en 1951, le club redevient professionnel grâce à la volonté de son président Pierre Behr.

### Passages éphémères en Division 1 (1951-1972)
Bien qu'il compte dans son effectif des joueurs aux qualités reconnues tels que les internationaux François Remetter, Ruben Bravo, Lars Eriksson, Leongino Unzain, Kaj Christiansen ou des espoirs comme Joseph Piatek, international junior, et Guy Rouxel, international universitaire, le club grenoblois ne parvient pas à retrouver l'élite.

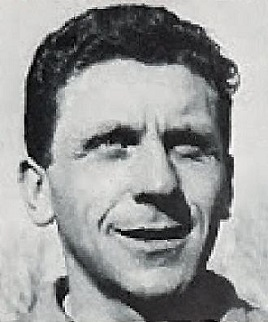
Le gardien de but international français François Remetter.
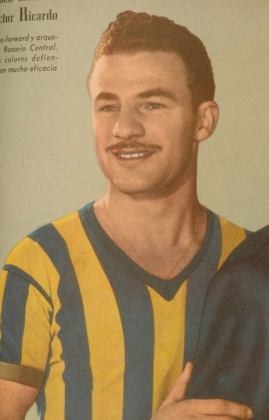
L'attaquant international argentin Rubén Bravo.
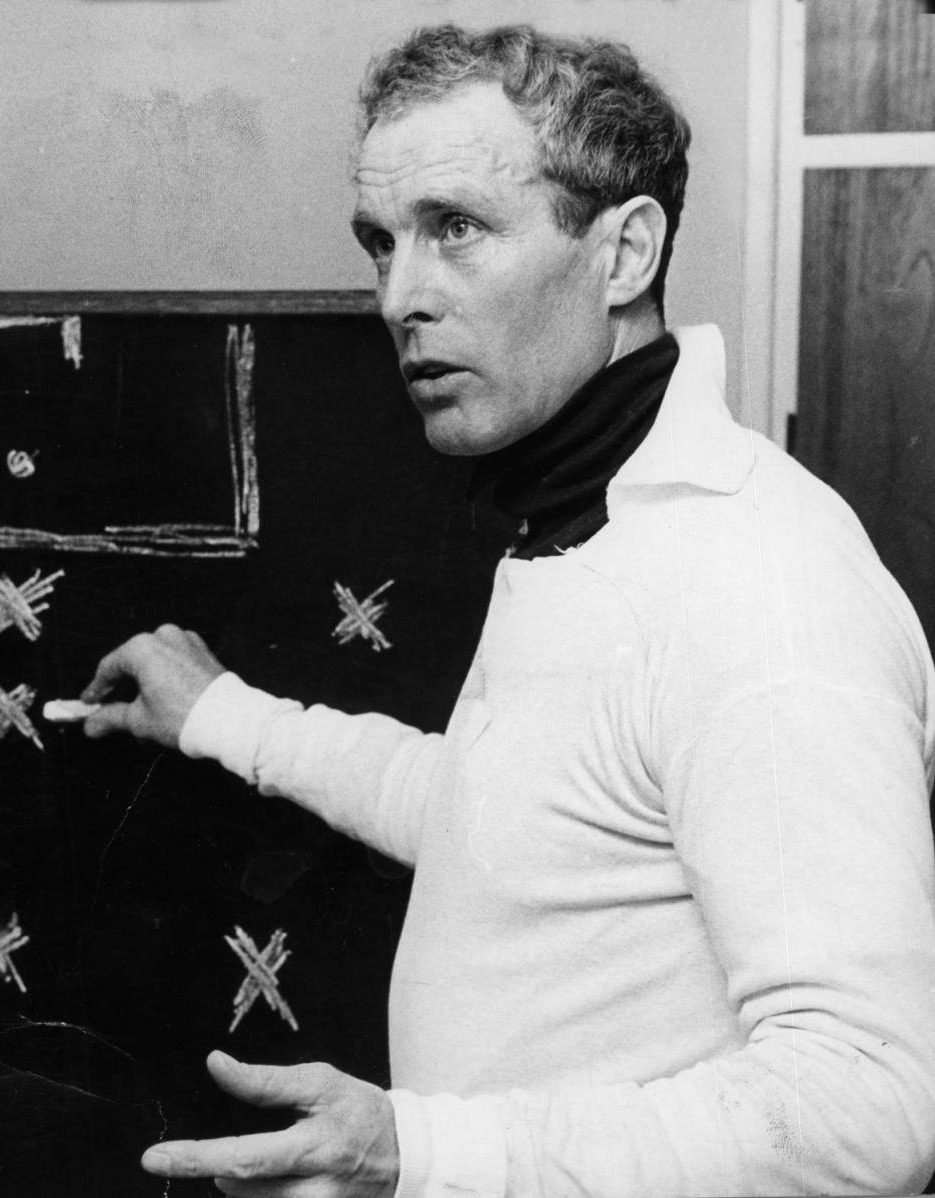
L'attaquant international danois Kaj Christiansen.
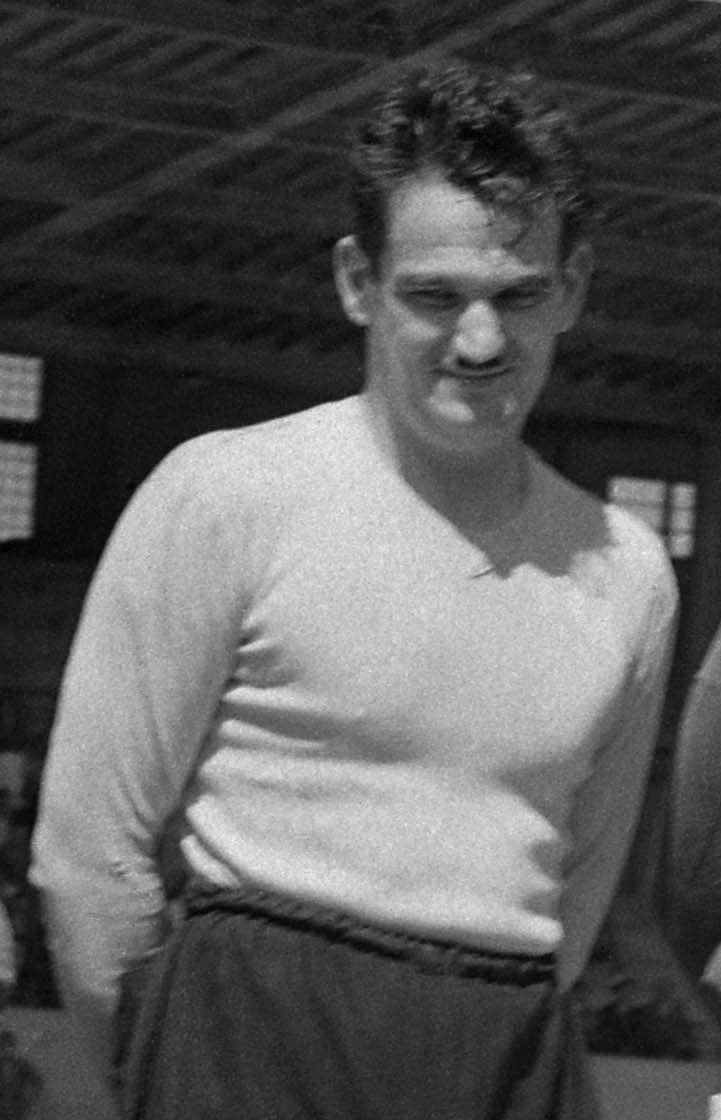
Le gardien de but de l'équipe de France olympique Guy Rouxel.

#### Champion de France de D2 et première accession en D1 en 1960
Après dix années passées en division 2, sous la conduite du duo Albert Fornetti et de Louis Desgranges, les Rouge et Bleu décrochent le titre de Champion de D2 lors de la saison 1959-1960 et accèdent pour la première fois de leur histoire à la D1.
Exploit face au « grand Reims »

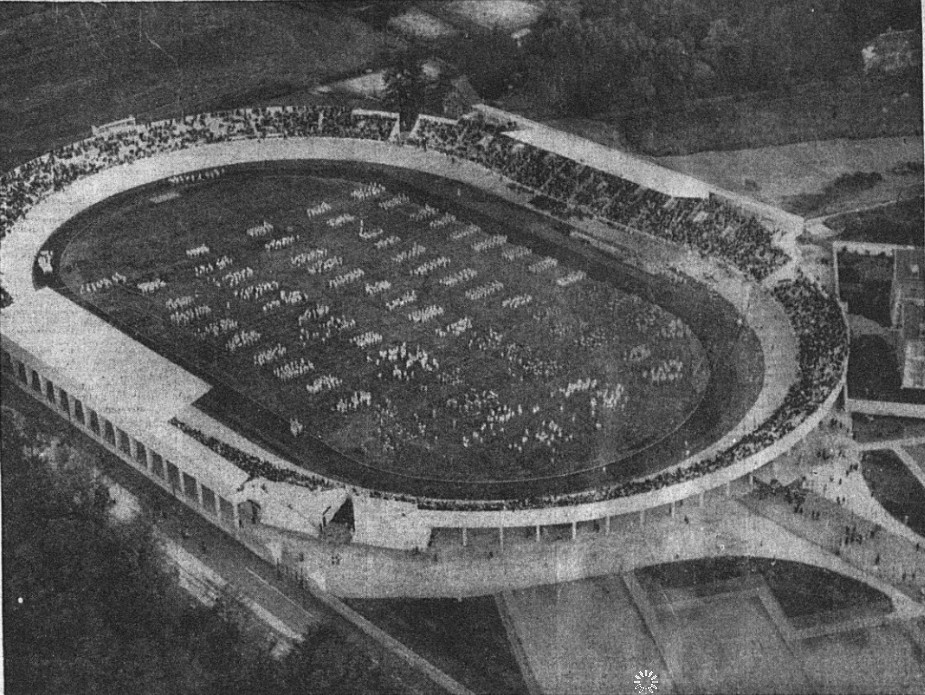
Le Stade Charles-Berty à Grenoble.

Le vendredi 11 novembre 1960 au Stade Charles-Berty, Le FC Grenoble reçoit le Stade de Reims, champion de France en titre et vice-champion d'Europe l'année précédente devant 22 334 spectateurs et s'impose 3-2.
Mais leur première saison dans l'élite en 1960-1961 est un échec car le club redescend à l'issue de la saison, terminant 17e au classement. Lors de la dernière journée de ce championnat, Grenoble pouvait encore croire à un maintien, mais leur déplacement à l'US Valenciennes-Anzin est ponctué par une défaite litigieuse 1-0, le but valenciennois accordé à Yvon-Raymond Lubiato étant invalide, le ballon étant passé par le petit filet extérieur avant de rentrer dans la cage, ce qu'ont confirmé les joueurs valenciennois.

#### ‌Champion de France de D2 et nouvelle accession en D1 en 1962

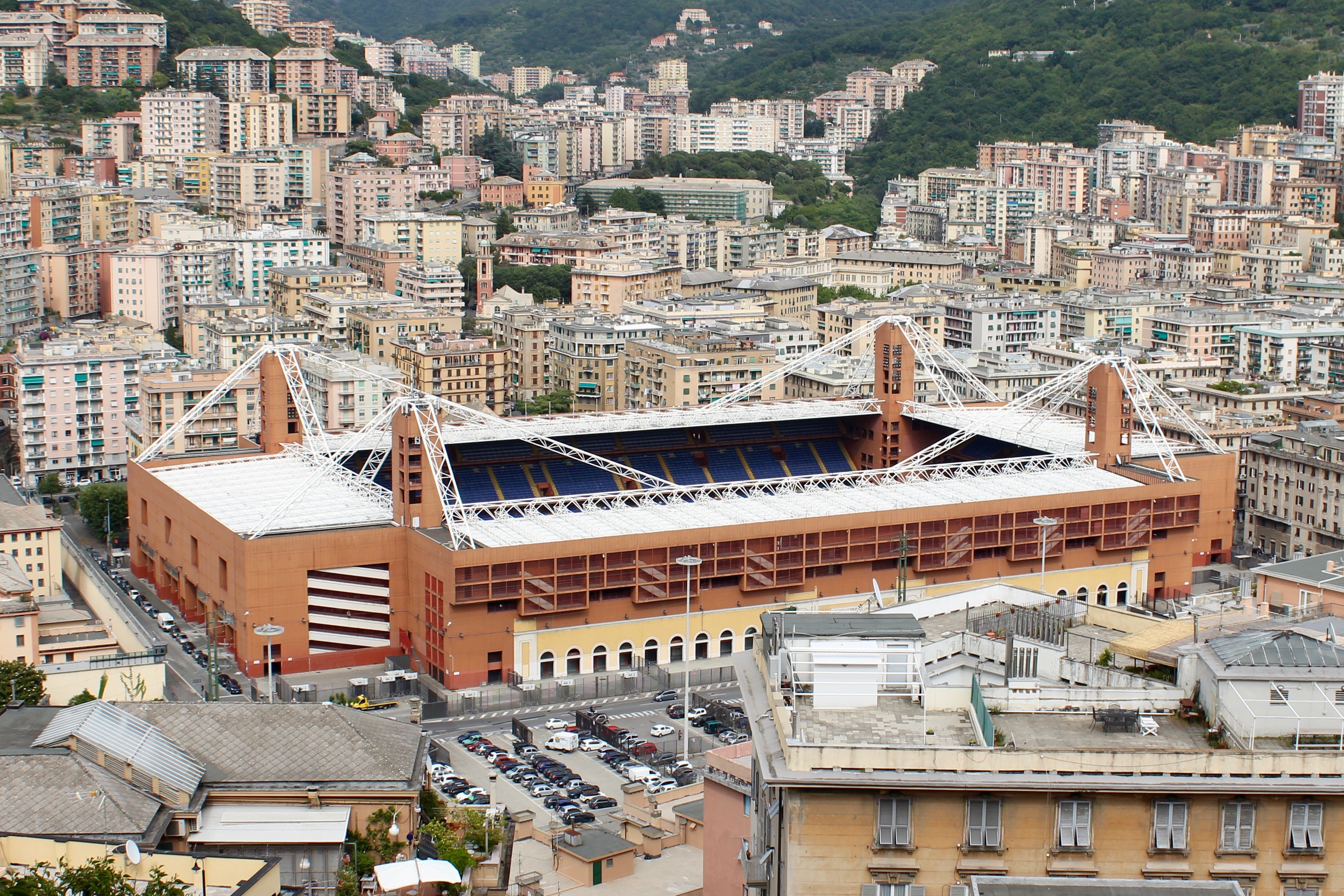
Le Stade Luigi-Ferraris à Gênes où le FCG affronte le Genoa CFC en finale de la Coupe des Alpes 1962.

L'année suivante pour la saison 1961-1962, Grenoble remonte immédiatement en D1 en remportant pour la seconde fois le championnat de D2. Grenoble dispute aussi la finale de la Coupe des Alpes. Dans cette compétition, après avoir éliminé respectivement Sion en quart de finale et Alexandrie en demi-finale, les dauphinois s’inclinent face aux italiens du Genoa sur le score de 1-0.
Mais pour la saison 1962-1963 une nouvelle fois, le club ne parvient toujours pas à se maintenir en D1, terminant de nouveau à la 17e place, synonyme de relégation.

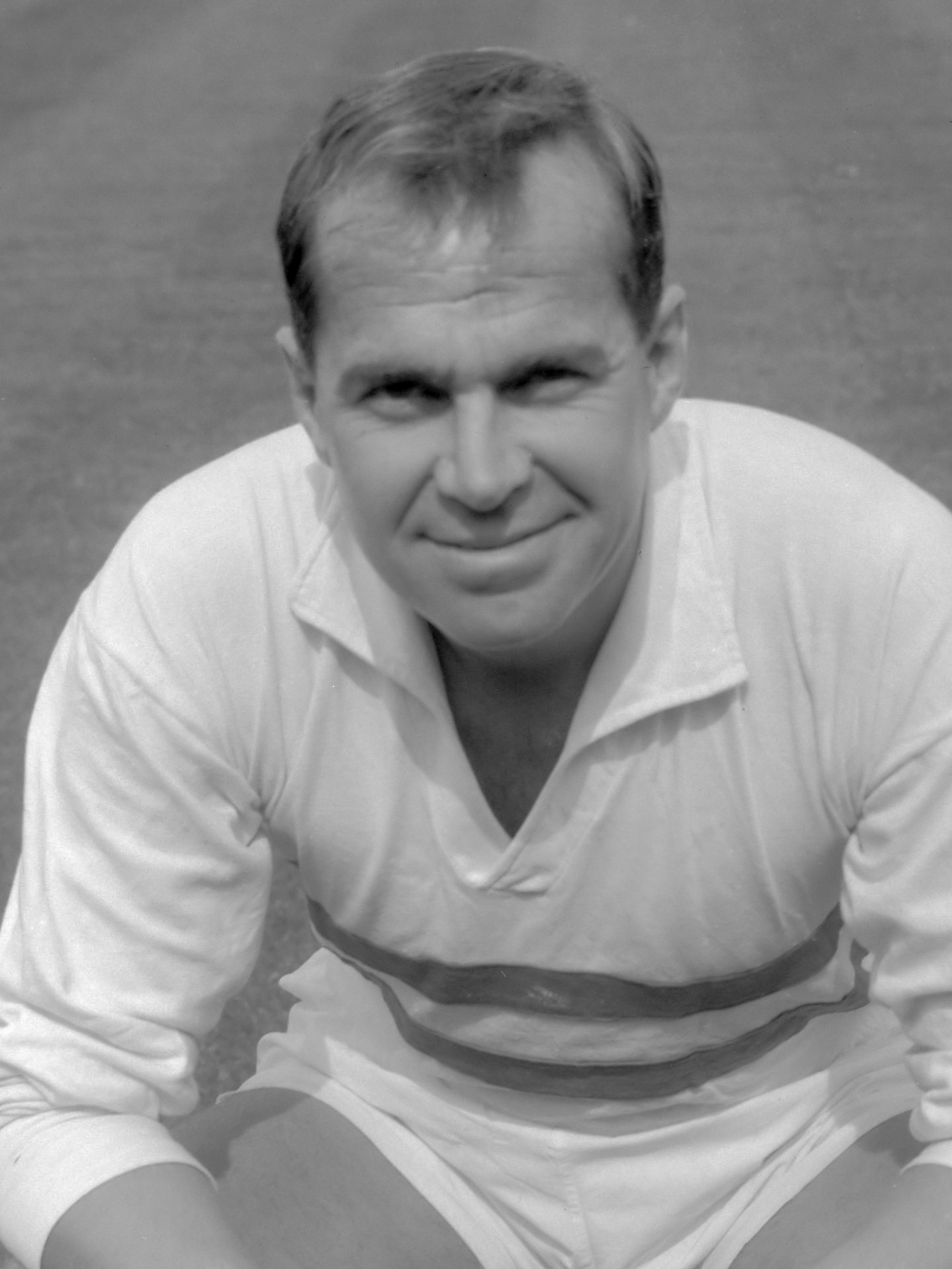
Le redoutable attaquant néerlandais Petrus van Rhijn champion de France de D2 1962.
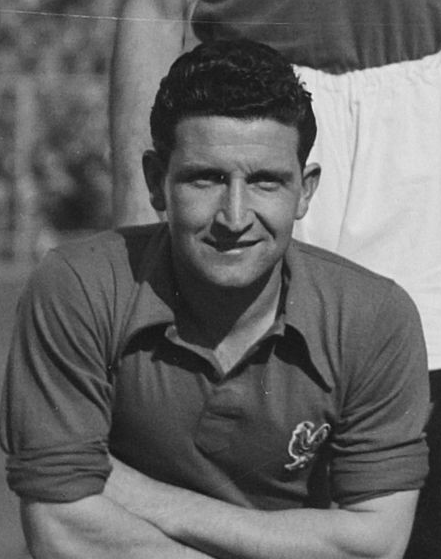
Le légendaire Albert Batteux entraîne le club de 1963 à 1967.
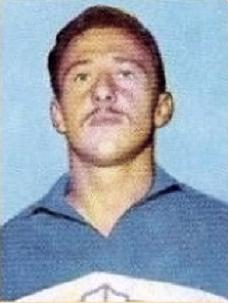
L’international français Maryan Wisniewski porte les couleurs du FCG lors de la saison 1969-1970.

En 1971, le club perd son statut de professionnel à la suite d'une relégation en division 3 et tombe en division 4 l'année suivante.

### De nouvelles ambitions (1972-2004)

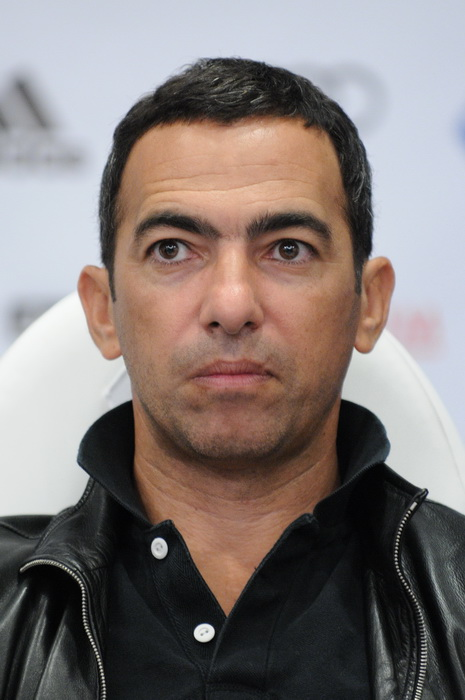
Youri Djorkaeff commence sa carrière professionnelle au FC Grenoble en 1985.

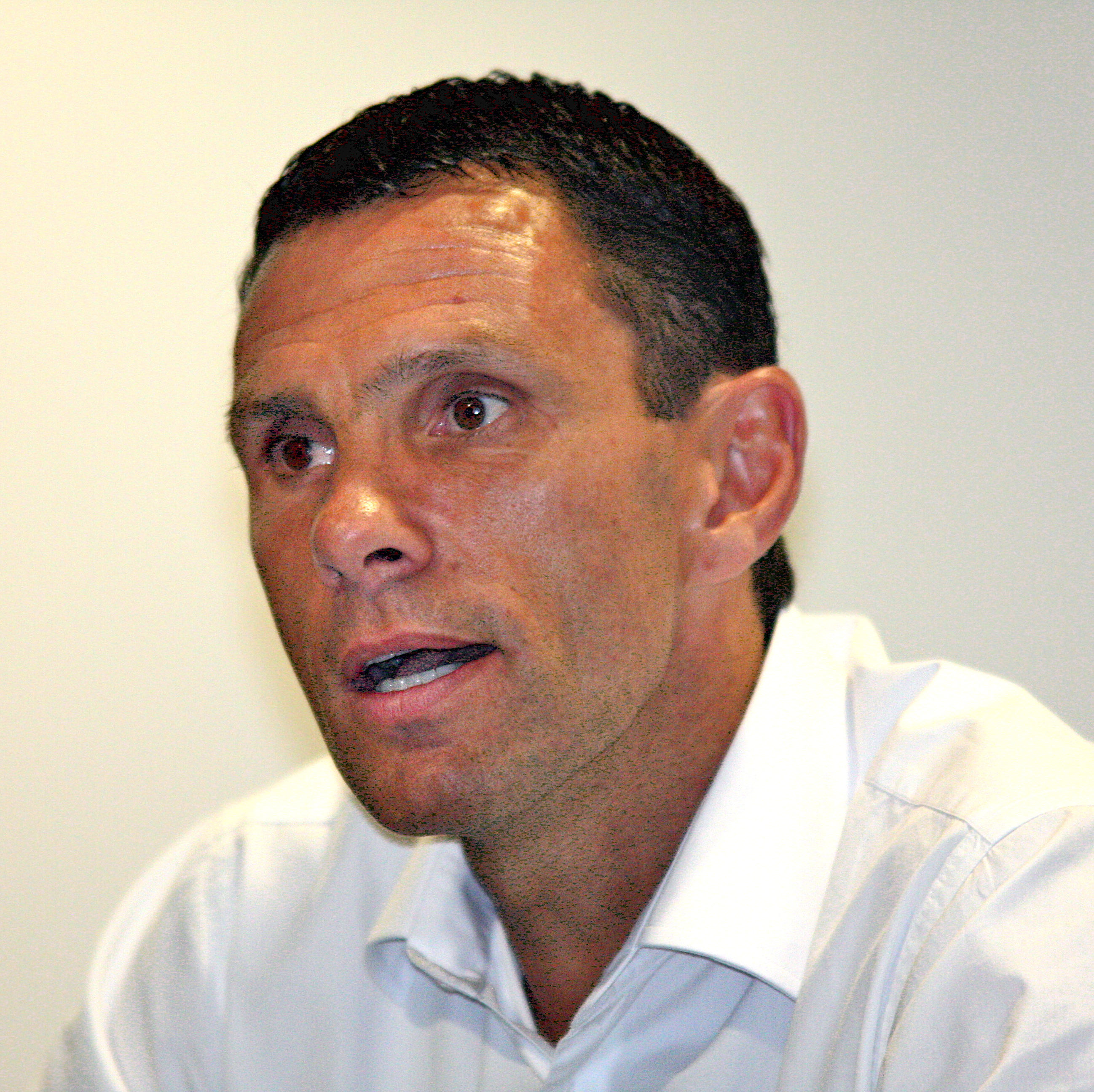
Gustavo Poyet commence sa carrière européenne au FC Grenoble en 1988.

Revenu en D3 en 1977 puis en D2 en 1980, le club retrouve des couleurs avec à sa tête Marc Braillon ; entre-temps le club est renommé Football Club Association Sportive de Grenoble. Durant les années 1980, à part une année en D3 en 1987, le club évolue en D2, il change de nouveau de nom en 1984 pour devenir le Football Club de Grenoble Dauphiné. Durant cette période, le club a formé un futur champion du monde : Youri Djorkaeff (1984 à 1989). De grands joueurs, à l'image de Zdenek Nehoda (ex Tchécoslovaquie), du Bulgare Plamen Markov (1987-1989) ou de l'Uruguayen Gustavo Poyet (1988-1989) ainsi que l'ex-international français Didier Christophe (1988-1990) porteront les couleurs alpines, sans réussir à hisser le club en première division. Ces années chaotiques, marquées d'espoirs et de déceptions sonneront le glas des espérances d'un football grenoblois évoluant à haut niveau, et cela pour de nombreuses années.
Finalement en 1993, alors que les autres sports grenoblois brillent comme les Brûleurs de loups, champions de France 1991 et le FC Grenoble privé du titre de champion de France 1993 dans une sombre affaire,, le club qui ne parvient pas à remonter en Division 2, rencontre des problèmes financiers et les championnats nationaux sont restructurés, ce qui le fait rétrograder dans la hiérarchie, et ce malgré la fusion en 1992 avec le Football Club Jojo un autre club de la ville. Le club repart en National 2 (D4) et le FC Grenoble Dauphiné est renommé l’Olympique Grenoble Isère. Plombé par les fastes des années 1980, le football grenoblois végète au 4e puis 3e niveau national, manquant de structures et de moyens, malgré l'implication et la bonne volonté des dirigeants de l'époque.

#### Création du GF38 en 1997

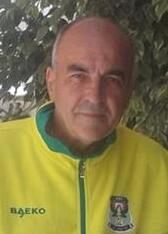
L'entraîneur Alain Michel permet au club de monter de CFA (D4) en D2.

En 1997, sur une volonté politique, la ville de Grenoble prend en charge le club de football et décide de fusionner l'Olympique Grenoble Isère (OGI) et le Norcap Grenoble (club amateur créé en 1950 de la fusion entre Nordest, un club d'usine et du FC La Capuche, un club de quartier de Grenoble) alors que les deux clubs allaient évoluer ensemble en 4e division pour devenir le Grenoble Foot 38. Dominique Verdiel est le président fondateur de la Société d'Économie Mixte Locale Sport (SEMLS) du GF 38, qu’il a créée juridiquement en fin d’année 1997. Alain Michel devient le premier entraîneur de ce nouveau club.
Dans le même temps, le Grenoble Foot Féminin qui évolue alors en division régionale intègre le nouveau club.

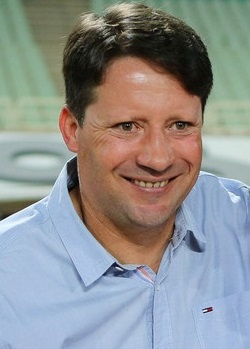
Paulo Sérgio est meilleur buteur de CFA en 1999 avec 19 buts.

Le GF38 est vainqueur de groupe en CFA (D4) en 1999 et monte en National (D3).
En 2001, le GF38 est sacré champion de France de National, le club rejoint alors la Division 2.
En parallèle, il dispute également un quart de finale en Coupe de France, une première pour Grenoble depuis 1953.
Le 26 juillet 2002, au Stade Joseph-Moynat à Thonon-les-Bains, Le GF38 rencontre en amical le FC Barcelone.
Grenoble s'impose 1-0 avec un but de Cyrille Courtin.

### Rachat par Index Corporation (2004-2011)

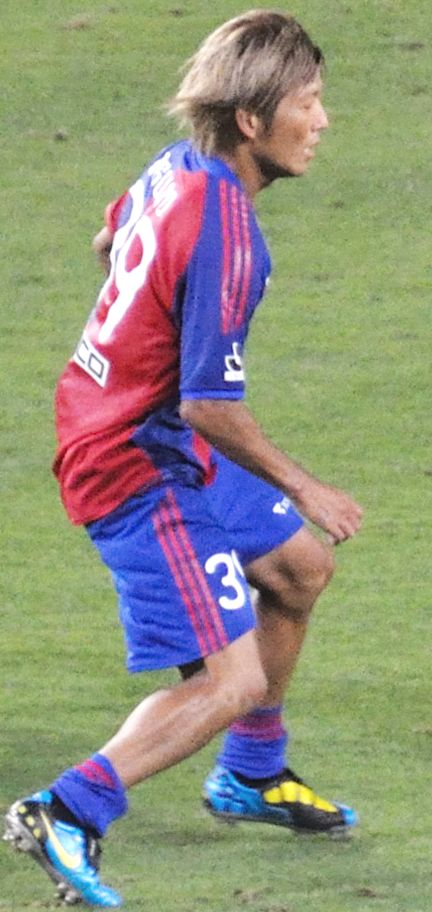
L'attaquant international japonais Masashi Oguro arrive au GF38 en 2006.

En novembre 2004, le club, régulier en deuxième partie de tableau, est repris par la société multinationale japonaise Index Corporation qui devient actionnaire majoritaire (51 % de part du capital) en rachetant les parts de la ville de Grenoble. La société comble le déficit du club et nomme Kazutoshi Watanabe président du GF38. La nouvelle direction entreprend de profonds changements en interne pour mettre en avant un aspect "Nippon", allant même jusqu'à demander les services de Yōichi Takahashi (créateur d'Olive et Tom) pour dessiner "Les 3 Princes", mascotte manga du GF38. Ceci se concrétisa aussi par l'arrivée de l'international japonais Masashi Oguro au début de 2006 avant la Coupe du monde dont il dispute les matchs avec le Japon, il part après six mois à Grenoble pour le Torino FC à l'issue de la compétition. En même temps, un projet voit le jour avec la construction d'une nouvelle enceinte sportive à la place du stade Charles-Berty dans le parc Paul-Mistral.
Après de nombreux rebondissements judiciaires et administratifs, le stade des Alpes, avec une capacité de 20 068 places, est finalement construit et est inauguré le 15 février 2008 contre le Clermont Foot 63 (2-0), le GF38 quitte alors le stade Lesdiguières dans lequel il évoluait depuis la fin des années 1990.

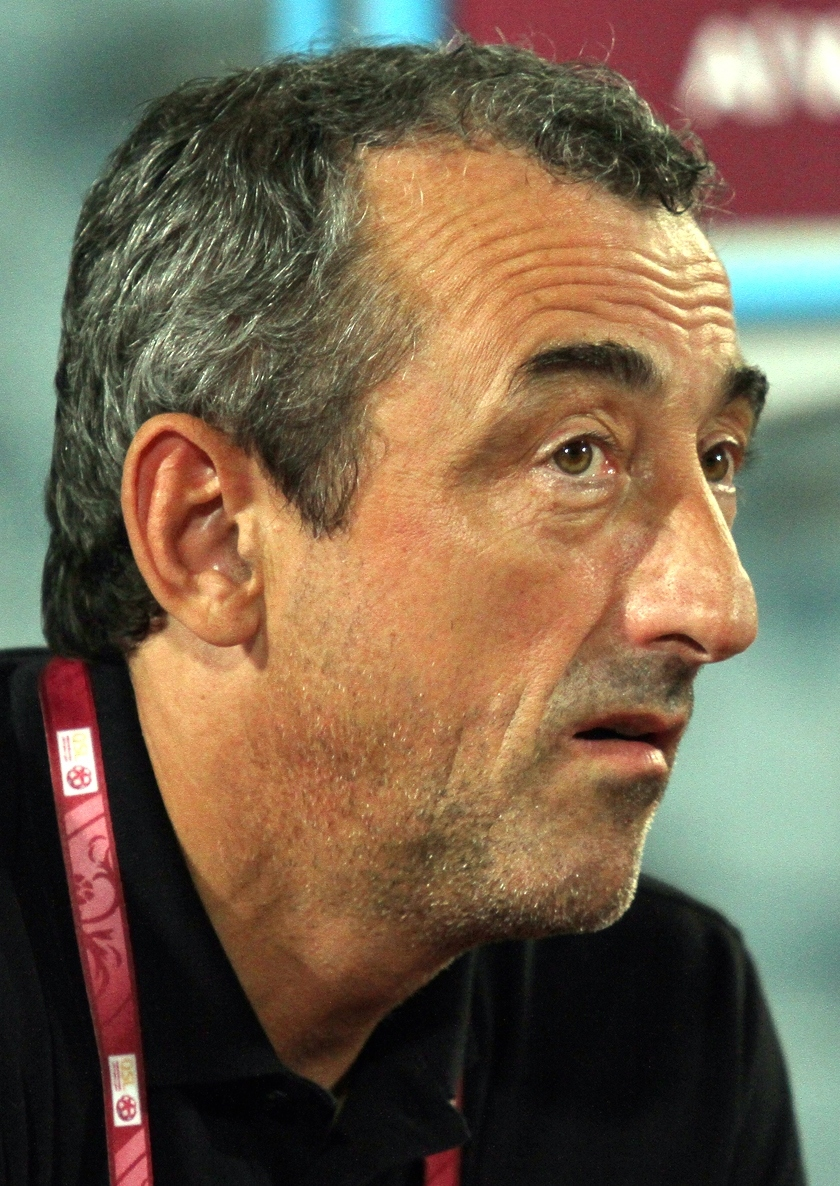
Le technicien bosnien Mehmed Baždarević a permis au club d'accéder à la Ligue 1 en 2008.

Au niveau sportif, le GF38 atteint la 5e place en Ligue 2 en 2007 sous la houlette d'Yvon Pouliquen, mais ce dernier est remplacé pendant l'été 2007 par Mécha Baždarević.

#### Accession à la Ligue 1 en 2008

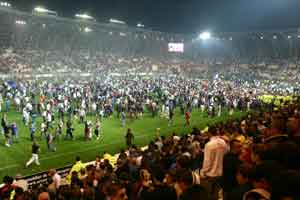
Envahissement de la pelouse lors de l'officialisation de la montée en Ligue 1 après le match Grenoble-Châteauroux.

Le nouveau stade permet à ses dirigeants d'afficher ses ambitions pour la saison 2007-2008 : une montée en Ligue 1 acquise le 12 mai 2008 contre LB Châteauroux (0-0) qui était déjà fortement pressenti après la victoire contre Troyes (2-0) au stade des Alpes le 4 avril 2008. Le GF38 à la 28e journée avait 12 points de retard sur Troyes et en à peine 10 journées il a refait son retard en prenant même six points d'avance, c'est une remontée qu'aucun club n'avait réussi dans l'histoire de la Ligue 2. La montée est confirmée par la DNCG après contrôle et régularisation des bilans financiers du club le 20 juin 2008.

#### Deux saisons en Ligue 1 avant un retour en Ligue 2

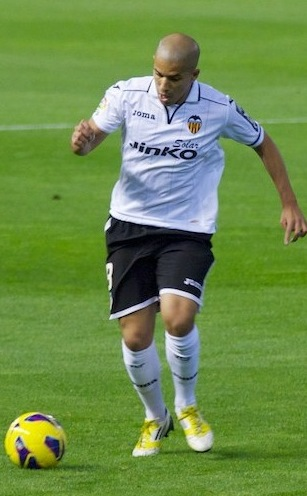
Sofiane Feghouli l'un des symboles de la formation grenobloise.

Après 45 ans d'absence, le GF38 retrouve l'élite pour une saison 2008-2009 qui commence très bien pour les Isérois puisqu'au bout de deux journées et autant de victoires, Grenoble est en tête du championnat devant Marseille et Lyon. Le club en profite pour faire le recrutement le plus élevé de son histoire avec l'arrivée du défenseur central Sandy Paillot, acheté pour plus d'un million d'euros.
Le samedi 27 septembre 2008, Grenoble se déplace au Parc des Princes. Bien servi par Sofiane Feghouli, Nassim Akrour lobe Mickaël Landreau, le GF38 s’impose 0-1.
Au terme de cette saison 2008-2009, le club termine à la 13e place en se maintenant tout au long de la saison à plus de dix points de la zone de relégation.
| \| G. Wimbée (C) M. Robin M. Vitakić M. Flachez D. Jemmali A. Romao L. Batlles L. Courtois S. Feghouli N. Akrour D. Moreira \| Équipe-type de la saison 2008-2009 |
| G. Wimbée (C) M. Robin M. Vitakić M. Flachez D. Jemmali A. Romao L. Batlles L. Courtois S. Feghouli N. Akrour D. Moreira                                          |

Malgré d'importantes recrues, la saison 2009-2010 débute cependant de manière désastreuse avec onze défaites en onze matches, établissant ainsi la plus mauvaise série au niveau européen, et même douze défaites de rang en comptant le match perdu clôturant la saison précédente. Le GF 38 égale alors le triste record de douze défaites consécutives détenu depuis 75 ans et la saison 1933-1934 par le Cercle athlétique de Paris. Malgré quelques beaux matchs, notamment un 5 à 0 infligé à Auxerre, au Stade des Alpes en février et un 4-0 face au Paris Saint-Germain le 27 avril 2010, le club est officiellement relégué en Ligue 2 à la suite de la défaite 4 buts à 0 à Toulouse le 10 avril 2010.
Le GF 38 termine la saison avec 25 défaites pour seulement cinq victoires et huit matchs nuls. Ils auront marqué 31 buts, en encaissant 61. Le président Kazutoshi Watanabe cède sa place durant l'été à Masami Ochiai devenu également président d'Index, dont les comptes truqués augurent des jours très sombres pour le GF38. La saison 2010-2011 du club est tout aussi catastrophique que la précédente. En effet, à la 20e journée, le GF38 est dernier du championnat et risque la relégation en National, c'est-à-dire le troisième niveau français. En grandes difficultés à la trêve avec un déficit prévisionnel de 3,8 millions d'euros et 1,2 million de dettes sociales en janvier 2011, le club est menacé de dépôt de bilan. Le 13 mai 2011, le Grenoble Foot 38 se voit relégué en National car il ne peut plus revenir mathématiquement sur le FC Metz premier non relégable avec 10 points d'avance à 2 journées de la fin du championnat. Mais le GF38 risque également une relégation administrative en CFA, relégation concrétisée le 4 juillet 2011. Le lendemain, le club dépose le bilan auprès du tribunal de commerce de Grenoble tous les joueurs professionnels du club se trouvent libres sur le marché des transferts, puisque le club n'a plus de statut professionnel. Grenoble, déjà rétrogradé en CFA, le liquidateur judiciaire décidera la relégation en CFA 2 (5e division). Vestige de son âge d’or, le flambant neuf Stade des Alpes reste le dernier souvenir du GF38 professionnel.

### Redémarrage en amateur (2011-2018)

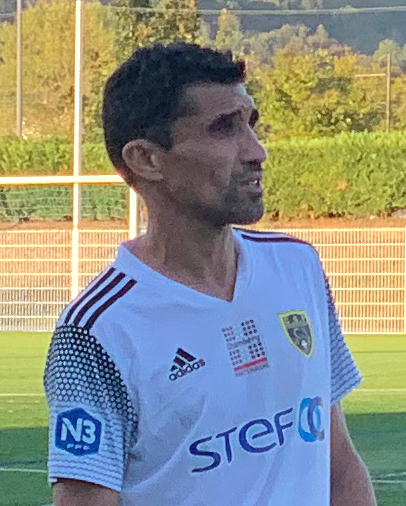
Nassim Akrour meilleur buteur de l'histoire du club avec 110 buts.

Pour la saison 2011-2012, le GF 38 redémarre en CFA 2 après la liquidation judiciaire de la structure professionnelle. Les "personnages historiques" du football grenoblois reprennent le club en main (Alain Fessler, Roger Garcin), nommant Olivier Saragaglia à la tête de l'équipe première et construisant un effectif en moins de deux semaines. En dépit de cette préparation tronquée, le club réalise un bon début de saison (dont une victoire fondatrice 0-2 à l'USC Cortenais lors de la première journée en faisant jouer successivement deux gardiens comme joueurs de champs, faute d'effectif suffisant), bénéficiant notamment d'un soutien populaire important pour ce niveau (plus de 2 000 spectateurs lors des premiers matchs à domicile, au stade des Alpes). Le club remporte finalement le championnat après 29 journées, étant assuré de finir premier. Le GF38 atteint ainsi son objectif, la montée en CFA.
La saison suivante, 2012-2013, le club pensionnaire de CFA termine sa saison à la troisième place du groupe B derrière le RC Strasbourg et l'US Raon-l'Étape.

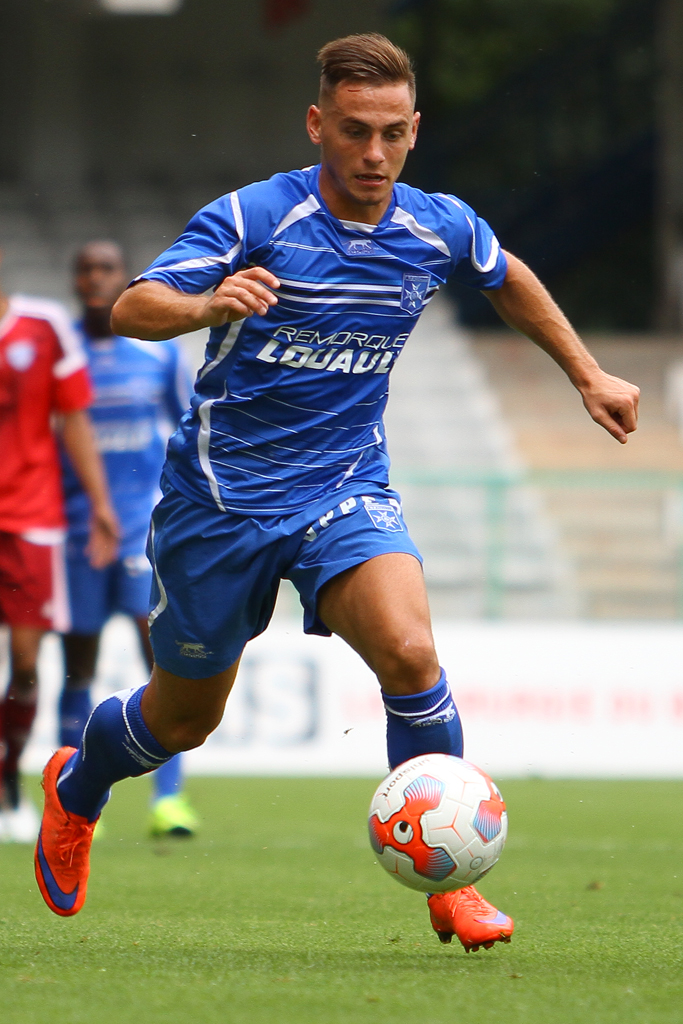
Ruben Aguilar honore sa première sélection face à la Finlande le 11 11 2020.

Pour la saison 2013-2014, sa deuxième année en CFA, Grenoble voit notamment le retour au club du futur international Ruben Aguilar et termine à nouveau à la troisième place du groupe C derrière Marseille Consolat et Rodez.
Le club entame la saison 2014-2015 avec l'obligation de partager son terrain avec ses voisins du FCG, mais avec un budget en hausse porté à 2,5 millions d'euros. En janvier 2015, lors du 32e de finale de la Coupe de France, le club réalise un exploit en éliminant l'Olympique de Marseille mais se fait éliminer au tour suivant. Dans le championnat, c'est au cours de la dernière journée de la saison que le club termine second de son groupe derrière l'AS Béziers, se résignant à entamer une quatrième saison en CFA.
Lors de la saison 2015-2016 en CFA le club frôle pour la seconde fois consécutive son accession en National. Leader de la poule jusqu'à la 22e journée de championnat, l'équipe faiblit et se laisse dépasser par l'AS Lyon-Duchère, restant incapable de refaire son retard. Avec le même nombre de points (89), le même nombre de victoires, de matchs nuls et de défaites que la saison précédente, le GF38 voit partir Jean-Louis Garcia son entraîneur, et se prépare pour une cinquième année en CFA.
En août 2016, le Grenoble Foot 38 entame sa cinquième saison en championnat amateur avec un nouvel entraîneur, Olivier Guégan. À la trêve de Noël, le club se retrouve avec ses 28 points à la troisième place du classement, à égalité de points avec le club de FC Villefranche Beaujolais et derrière Le Puy, équipe en forme du moment, puisque montée de CFA2 deux ans auparavant. Le 7 janvier 2017, le GF 38 se fait éliminer en 32e de finale de Coupe de France par un autre club de CFA, Fréjus-Saint Raphaël. Le 25 mars, malgré un match de retard, le GF38 prend la tête du championnat avec sa victoire contre Moulins-Yzeure lors de la 24e journée. Le 13 mai 2017, dans l'avant-dernière journée, Grenoble est officiellement promu en National en battant Le Puy 1-0 au stade des Alpes. Une délivrance pour plus de 10 000 supporters présents qui attendaient la remontée depuis cinq saisons. L'équipe parachève sa saison en allant s'imposer 3-0 chez l'équipe rhodanienne de Monts d'Or Azergues. Une saison réussie grâce notamment à l'attaquant Edwin Maanane qui a inscrit 25 buts sous les couleurs du GF38.
Pour cette nouvelle saison 2017-2018, le GF38 se retrouve être le quatrième budget de National avec 3,6 millions d'euros, soit environ la moitié du plus gros budget établi par le Red Star. Lors de la préparation de cette saison, le GF38 obtient un match nul 1-1 contre Martigues le 19 juillet, puis un autre match nul 0-0 deux jours plus tard contre le Nîmes Olympique. Le GF38 tient le choc dans cette division puisque après trois journées de championnat, l'équipe est en tête du classement. Après quatorze journées de championnat, le club est à la quatrième place, à deux points du leader, Rodez tandis que la rencontre qui a vu la plus importante affluence au stade des Alpes est celle face à l'équipe du Red Star avec 5 091 spectateurs. Le club est même celui qui possède la plus importante affluence moyenne de National avec 3 999 spectateurs par match, devant Laval (3 728) et Boulogne (3 187). À l'avant dernière journée du championnat, le GF38 est second du classement derrière le Red Star. Mais dans la dernière journée, le club s'incline à domicile sur le score de 2 à 3 face à l'Entente Sannois Saint-Gratien provoquant la colère de certains supporters qui envahissent le stade afin d'en découdre avec les joueurs adverses. L'opération profite à l'Avenir sportif Béziers qui s'empare de la seconde place qualificative pour la montée en Ligue 2. Le GF38, troisième de la saison régulière doit jouer deux matchs de barrage contre l'équipe de Bourg-en-Bresse, 18e de Ligue 2, cependant le club est sanctionné par la fédération pour ces débordements et doit jouer les deux matchs en l'absence de ses supporters.

### Retour chez les professionnels (2018)

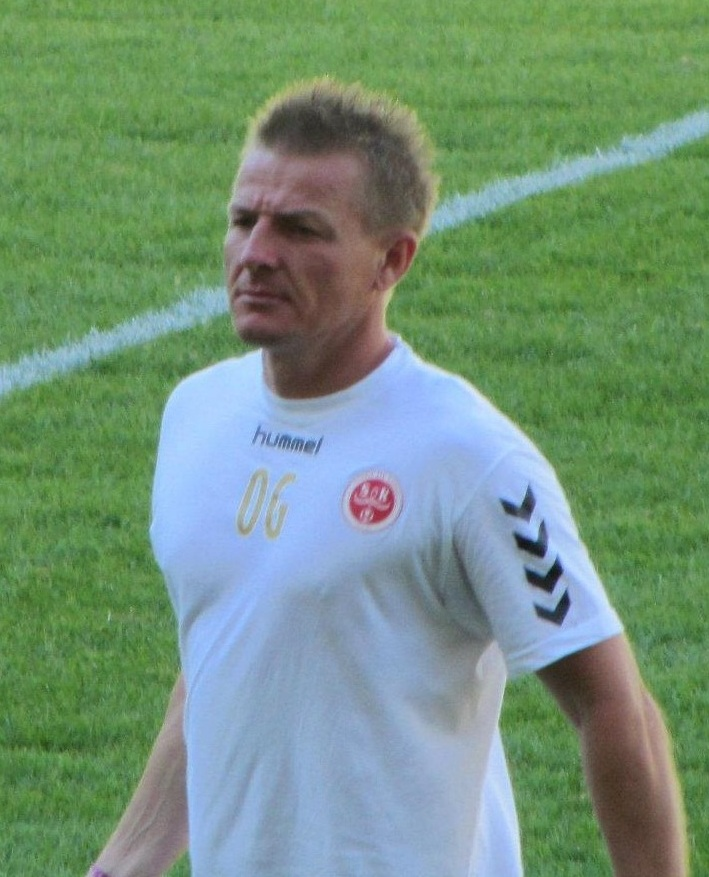
L'entraîneur Olivier Guégan réalise deux montées consécutives qui ramènent le club en Ligue 2.

Le 27 mai 2018, avec un match nul (0-0) lors du match retour de barrage face à Bourg-en-Bresse-Péronnas, le GF38 accède de nouveau à la Ligue 2, sept ans après l'avoir quittée. Le club l'avait emporté (2-1) à domicile dans un stade des Alpes vide, à la suite de la sanction appliquée par la Fédération française de football.
Pour son retour en deuxième division, le club fait le choix de se séparer d'Olivier Guégan et recrute un nouveau technicien, Philippe Hinschberger, ce dernier ayant plus d'expérience selon Max Marty, directeur général du GF38. Au terme de la saison 2018-2019, le club décroche aisément son maintien, terminant 9e. Florian Sotoca se distingue durant cet exercice, auteur de 12 buts et ne manquant que la dernière journée de championnat alors qu'il a disputé l'intégralité des 37 rencontres précédentes. Fort de ces performances, il rallie le RC Lens durant le mercato estival.
La saison suivante est perturbée par la pandémie de Covid-19, le championnat étant suspendu après 28 journées. Les grenoblois sont alors neuvième.
Les hommes de Philippe Hinschberger luttent tout au long de la saison 2020-2021 pour une accession en Ligue 1. Après sa victoire face à l'ESTAC lors de la 17e journée, le GF38 prend momentanément la tête du championnat. Le club se stabilise à la quatrième place à la suite de la 24e journée. Elle lui permet de se qualifier pour les barrages de promotion. Grenoble s'impose au premier tour face au cinquième, le Paris FC (victoire 2-0) avant de s'incliner sur la pelouse du Toulouse FC (défaite 3-0).
Au terme de ce bel exercice, l'équipe fait face à des départs importants avec ceux de Moussa Djitté (35 apparitions, 8 buts), Willy Semedo (36 apparitions, 6 buts, 2 passes décisives), Jessy Benet (34 apparitions, 9 buts, 7 passes décisives) et de son entraîneur. Hinschberger rejoint alors l'Amiens SC. Lors de son départ, il pointe les conditions d'entraînements délicates et le manque d'infrastructures, rejoignant notamment la Somme pour les installations, le matériel et les moyens humains. Il est remplacé par l'Italien Maurizio Jacobacci en juin 2021. Alors que le club pointe à la quinzième place après 18 rencontres de championnat, il est mis à pied le 14 décembre 2021 à la suite de quatre défaites consécutives.
Des travaux sont entrepris le 26 mai 2021 dans le stade des Alpes pour le doter d'une pelouse à régulation thermique, une technologie devant permettre de maintenir une température moyenne autour de 8 °C. Celle-ci doit résoudre les problématiques de gel et éviter l'annulation de rencontres. La durée des travaux empêche les Grenoblois d'effectuer leurs premières rencontres à domicile du championnat 2021-2022, celles-ci étant délocalisées au Stade Jean-Laville à Gueugnon.
À la suite de la mise à pied de Jacobacci, Vincent Hognon est nommé à la tête de l'équipe première le 29 décembre 2021. Grâce à l'enchaînement de trois victoires consécutives en avril, le club s'éloigne de la zone rouge, passant de la 18e à la 15e place, position à laquelle ils concluront le championnat. Le directeur général du club, Max Marty, concède que cette saison décevante est notamment dû au départ de quatre joueurs majeurs lors du mercato estival et aux mauvais choix de transferts pour leur remplacement. Parmi ces échecs figurent Giorgi Kokhreidze, Olivier Boissy ou encore Manuel De Iriondo.
La saison 2022-2023 démarre sur de meilleures bases, l'équipe réalisant un excellent premier tiers de championnat, un temps sur le podium, 3e après quinze journées. Sur le mois d'octobre, Grenoble est leader du championnat avec 10 points pris en quatre matchs (trois victoires, un nul) à égalité avec le véritable leader du championnat, les Girondins de Bordeaux. Lors de ce mois d'octobre, Hognon voit son contrat prolongé jusqu'en 2025. Le maintien du club étant rapidement acquis, les Grenoblois terminent leur saison sans ambition, ne remportant qu'une seule de leurs huit dernières rencontres de championnat, pour un nul et six défaites. Quatrième meilleure défense de Ligue 2 (36 buts concédés) mais plus mauvaise attaque (33 buts marqués), le directeur général Max Marty ne cache pas sa déception quant à la qualité de jeu proposée par l'équipe bien qu'elle ait rempli son objectif initial du maintien. Lors de la dernière journée de championnat, le club officialise la prolongation de son capitaine et gardien de but emblématique, Brice Maubleu, jusqu'en 2026. Le meilleur buteur de la saison du club en championnat est Matthias Phaëton, auteur de 9 buts en 37 rencontres disputées.
L'efficacité défensive de l'équipe continue lors de l'exercice 2023-2024, son premier but concédé n'advenant que le 23 septembre 2023 lors de la 7e journée face à Quevilly Rouen Métropole (victoire 2-1). Après 10 journées, le GF38 n'a toujours pas connu la défaite et se classe 4e. Malgré une encourageante première partie de saison au terme de laquelle le GF38 se classe 3e de Ligue 2 avant la trêve hivernale, le début d'année 2024 se révèle plus délicat. Sur 27 points possibles, l'équipe n'en récolte que 6 et enchaîne notamment une série de cinq défaites d'affilée entre la 24e et la 28e journée. Cette série de résultats en berne est fatale à son entraîneur. À la suite de la défaite face au stade lavallois (28e journée, 0-2), il est démis de ses fonctions le 13 mars 2024. Le lendemain, Laurent Peyrelade est nommé à la tête de l'équipe première.
Pour la saison 2024-2025, Oswald Tanchot est le nouvel entraîneur du GF38, il arrive en provenance du FC Sochaux.

## Identité du club

### Couleurs
Le Football Club de Grenoble évolua principalement en bleu jusqu'en 1970.
Le deuxième maillot est lui principalement rouge.
Le troisième maillot, fut quant à lui souvent blanc.
Le club adopte ensuite les couleurs rouges de Grenoble et blanches.
Le premier maillot du club en 1970 est blanc et rouge sur le torse avec short blanc et bas blancs.
La couleur rouge est rappelée sur le bord des manches. Le logo du club n’est plus placé à l’avant.
En 1970-1971 le logo de l'équipementier Duarig est visible sur le cœur avec une autre évolution par rapport au maillot, le col est désormais en V, de même, les poignets sont uniquement bleus. La saison suivante le maillot passe du blanc et rouge au bleu et orange, le col est orange et toujours en V et le bas des manches est devenu orange. Les shorts blancs et les bas bleus restent inchangés.
En 1973 un nouveau maillot est dessiné, il se compose d'une barre horizontale orange et des épaules orange, le reste du maillot étant bleu. Les tons de l'orange et du bleu ont évolué, et la bande horizontale a disparu, remplacée par des épaules orange uniquement.
Ce maillot n’a pas eu un très grand succès auprès du peu de supporters du club à l’époque. Une version plus claire avec du blanc sous les bras avait été utilisée comme deuxième maillot à la fin des années 1990.
Le nouveau maillot blanc et bleu est utilisé pour la première fois comme maillot principal lors de la saison 1981-1982. D'abord deuxième maillot en 1970-1971, cet ensemble blanc est revenu un peu modifié et fut promu premier maillot en 1980-1981. Ce maillot avait comme son ancêtre une barre bleu horizontale sur le torse et, détail supplémentaire, le bas de ses manches était bleu également.
Le blanc est abandonné en 1993 avec un maillot à dominante bleu. Le maillot des années glorieuses du club revient après près de quarante années d’absence, le col connaît des variations, mais les couleurs restent à peu près identiques, il y a eu une évolution graphique aussi, avec des montagnes stylisées. Ce maillot reste en usage deux saisons et assure la transition entre l'ère Francis Borelli et l'ère Canal+. Le club adopte alors un maillot blanc avec des touches de bleu sur les épaules jusqu'en 2004. À cette date, le bleu devient marine d’un côté et bleu clair de l’autre, provoquant la colère des supporters.
Le maillot est modifié de nouveau en 2006 par un nouvel équipementier, Hummel et redevient entièrement bleu.
En 2007, les liserés blancs refont leur apparition autour sur les côtés et sur les épaules, ce maillot est conservé une saison.
En 2008-2009, première saison en Ligue 1 du club depuis sa fusion avec le Norcap Olympique Grenoble, le nouvel équipementier Nike, dessine un maillot, quasiment similaire à celui du FC Porto.
Duarig reste l'équipementier du GF38 de 1970 à 1980, puis Adidas prend le relais pour la saison 1980-1981, avant un nouveau retour de Duarig en 1985-1986.
Hummel récupère le contrat du GF38 de 2006 à 2008 et fournit notamment un maillot collector jaune et bleu aux couleurs du Dauphiné lors de la saison 2007-2008 pour fêter l’inauguration du nouveau stade des Alpes.
Nike devient alors l'équipementier du club et malgré la chute en CFA 2 le GF38 garde Nike comme équipementier.
Le GF38 change pour retrouver l’équipementier historique Duarig pour les trois saisons suivantes.
À partir de la saison 2014-2015, le GF38 est contraint de changer d'équipementier à la suite de la liquidation de Duarig et passe chez Kappa.
Depuis la saison 2017-2018 Nike est de nouveau l'équipementier du club.
Ci-dessous sont listés les sponsors maillots présents sur les maillots du GF38 depuis 1980.
- 1980-1983 : Carrefour
- 1983-1984 : R.M.O
- 1984-1986 : Crédit agricole
- 1986-1990 : R.M.O
- 1990-1992 : TAGA[74]
- 1992-1993 : Carrefour[75]
- 1994-1995 : Antésite
- 1995-1996 : Opel Majestic[76]
- 1996-1997 : Antésite[77]
- 1997-1999 : Sodexho
- 1999-2003 : Sodexho et Vicat[75]
- 2003-2005 : Sodexho[75]
- 2005-2006 : Index Corporation[75]
- 2007-2008 : ISS[75]
- 2008-2009 : Index Corporation[75]
- 2009-2010 : Flashkado.com à domicile, Tchatche.com à l'extérieur[75]
- 2010-2011 : Index Corporation[75]
- 2011-2012 : Madewis
- 2012-2014 : AG2R La Mondiale[75]
- 2014-2018 : Cetup et Provencia[75]
- 2018-2022 : Sempa et Carrefour Market[75]
- 2022-2023 : Vinci Immobilier à domicile, Carrefour à l'extérieur[75]
- 2023-2024 : Vinci Immobilier à domicile, Carrefour Market à l'extérieur[75]
- 2024- : Carrefour à domicile, Carrefour Market à l'extérieur[75]

### Logos

Évolution du logo avant la création du GF38
Football Club Association Sportive de Grenoble 1977-1981
Football Club Association Sportive de Grenoble 1981-1984
Football Club de Grenoble Dauphiné

1984-1990

Évolution du logo du GF38
1997-2001
2001-2018
depuis 2018

Source d'inspiration des logos
Blason de Grenoble

## Palmarès et résultats

### Palmarès
Le tableau suivant récapitule les performances du Grenoble Foot 38 dans les diverses compétitions françaises et européennes.
| Compétitions internationales | Championnats nationaux | Coupes nationales                                             |
| --- | --- | ------------------------------------------------------------- |
| Coupe des Alpes - Finaliste : 1962                                                                                                  | Championnat de France D1 - Meilleur classement : 13e en 2009 Championnat de France D2 (2) - Champion : 1960 et 1962 Championnat de France D3 (1) - Champion : 2001 Championnat de France D4 (1) - Champion : 2017 - Vainqueur de groupe : 1999 | Coupe de France - Meilleure performance : demi-finale en 2009 |
| Compétitions nationales disparues                                                                                                   | Compétitions régionales | Équipes de jeunes                                             |
| Championnat de France de guerre - Vice-champion : 1943 (Zone Sud) Coupe Charles Drago - Meilleure performance : demi-finale en 1959 | Championnat de DH Lyonnais (1) - Champion : 1977 | Coupe Gambardella - Finaliste : 1987 et 1990                  |

```
‌
```

### Bilan sportif
Championnats disputés

### Parcours en Coupe de France
En 2009, le club se qualifie pour la première fois de son histoire en demi-finale de l'épreuve en battant : l'Union sportive raonnaise (CFA, 1-1 a.p. 3-4 t.a.b.), l'Olympique Grande-Synthe (DH-Nord, 1-3), le Dijon FCO (L2, 1-1 a.p. 2-4 t.a.b.) et l'AS Monaco (L1, 2-0). Battu en demi par le Stade rennais FC (L1, 0-1).
| 21 avril 2009 | Grenoble Foot 38 | 0 - 1   | Stade rennais | Stade des Alpes, Grenoble                         |                                                   |
| 20h45         | |         | Sow 21e | Spectateurs : 17 822 Arbitrage : Hervé Piccirillo | Spectateurs : 17 822 Arbitrage : Hervé Piccirillo |
| 20h45         | Le Crom, Vitakić, Paillot, Cesar, Robin (N'Ganga 88e), Batlles (c), Romao, Grandin, Boya, Moreira (El Moubarki 82e), Courtois (Touré 75e). Entraîneur : Mehmed Baždarević. | Équipes | Douchez (N'Diaye 46e), Fanni, Hansson (c), M'Bia, Bocanegra, Lemoine, Cheyrou, Danzé (Echiejile 90e), Leroy, Sow (Kembo Ekoko 85e), Thomert. Entraîneur : Guy Lacombe. | Spectateurs : 17 822 Arbitrage : Hervé Piccirillo | Spectateurs : 17 822 Arbitrage : Hervé Piccirillo |

Le club grenoblois a atteint au cours de son histoire les quarts de finale de la Coupe de France à quatre autres reprises :
- En Coupe de France, le FC Grenoble signe le premier de ses meilleurs parcours en 1953 en atteignant les quarts de finale après avoir éliminé entre autres Avion, Sedan et Lyon. Le 29 mars 1953, les Dauphinois baissent pavillon devant le FC Nancy (2-0), futur finaliste de l'épreuve.
- Performance rééditée en 2001 avec une élimination en prolongations face à Troyes (2-4), en 2005 cette fois-ci à Sedan (2-1 ap), contre le futur finaliste, auparavant, le club avait réalisé l'exploit d'éliminer Lille 3-1 au stadium Lille Métropole puis en 2023 cette fois-ci à Lyon (2-1).

### Parcours en Coupe des Alpes
En 1962, le club alors en Division 2 se qualifie pour la 1re fois de son histoire en finale de l'épreuve en battant : le FC Sion au tour préliminaire en aller-retour (Ligue B, 5-1 et 5-3), Alexandrie Calcio en demi-finale (Serie B, 1-0) . Battu en finale par le Genoa (Serie B, 1-0).
| 29 juin 1962                                                                                   | Genoa     | 1 - 0 | FC Grenoble | Gênes                                                   |                                                         |
|                                                                                                | Natta 66e | |             | Spectateurs : 10 000 Arbitrage : Giuseppe Adami di Roma | Spectateurs : 10 000 Arbitrage : Giuseppe Adami di Roma |
| Da Pozzo, Melloni, Bruno, Baveni, Carlini, Rivara, Granella, Grizzenti, Galli, Natta, Frignani | Équipes   | Raymond Abad, Gérard Fossoud, Jean-Pierre Mourier, Jean Desgranges, Joseph Donnard, René Dereuddre, Edmond Boulle, Roland Guillas, Henri Lewandowicz, Roger Novaro, Petrus van Rhijn |             | Spectateurs : 10 000 Arbitrage : Giuseppe Adami di Roma | Spectateurs : 10 000 Arbitrage : Giuseppe Adami di Roma |

## Personnalités du club

### Propriétaires
Le tableau ci-dessous énumère les actionnaires majoritaires successifs du Grenoble Foot 38.
| Période             | Actionnaire majoritaire                                                                         |
| ------------------- | ----------------------------------------------------------------------------------------------- |
| 1911-2004           | Ville de Grenoble Le club est une association loi de 1901 puis une SEMSL                        |
| 2004-juin 2011      | Index Corporation Le club devient une SASP                                                      |
| juin 2011-juin 2015 | Ville de Grenoble Le club redevient une association loi de 1901 puis la SASP réapparaît en 2014 |
| depuis juin 2015    | Stéphane Rosnoblet                                                                              |

### Présidents
Les tableaux ci-dessous font la liste des présidents qui ont dirigé le club du GF38 depuis sa création.
| Nom                           | Période   |
| ----------------------------- | --------- |
| Pierre Behr                   | 1957-1971 |
| René-Jean Laurent             | 1971-1975 |
| Jacques Braillon              | 1975-1977 |
| Henri Barbier                 | 1977-1979 |
| Antoine Ciolfi                | 1979-1981 |
| Antoine Ciolfi Laurent Biondi | 1981-1982 |
| Laurent Biondi                | 1982-1983 |
| Marc Braillon                 | 1983-1990 |
| Geo Perli                     | 1990-1993 |
| Christian Termoz              | 1993-1994 |

| Nom                                            | Période   |
| ---------------------------------------------- | --------- |
| Christian Termoz Denis Quattrocchi             | 1994-1995 |
| Denis Quattrocchi                              | 1995-1996 |
| Denis Quattrocchi Boudet                       | 1996-1997 |
| Dominique Verdiel Paul Elkaim / Serge Areguian | 1997-1998 |
| Dominique Verdiel Serge Areguian               | 1998-1999 |
| Jean-Michel Bercot Alain Fessler               | 1999-2001 |
| Jean-Claude Cellard                            | 2001-2004 |

| Nom                    | Période     |
| ---------------------- | ----------- |
| Kazutoshi Watanabe     | 2004-2010   |
| Masami Ochiai          | 2010-2011   |
| Alain Fessler          | 2011-2014   |
| César Puente-Rodriguez | 2014-2015   |
| Stéphane Rosnoblet     | depuis 2015 |

### Entraîneurs
Les tableaux suivants établissent la liste des entraîneurs qui ont dirigé l'équipe première du GF38.
| Nom                   | Période     |
| --------------------- | ----------- |
| Jules Dewaquez        | 1945-1946   |
| Robert Lacoste        | 1953-1954   |
| Jean Belver           | 1954-1955   |
| Georges Dupraz        | 1956-1959   |
| Albert Fornetti       | 1959-1963   |
| Albert Batteux        | 1963-1967   |
| Raymond Abad          | 1967-1970   |
| René Gardien          | 1970 - 1971 |
| Joseph Donnard        | 1971 - 1972 |
| Roger Garcin          | 1972 - 1975 |
| Jean Deloffre         | 1975 - 1978 |
| Robert Belloni        | 1978 - 1980 |
| Michel Lafranceschina | 1980 - 1981 |
| Jean Djorkaeff        | 1981 - 1983 |
| Claude Le Roy         | 1983 - 1985 |

| Nom              | Période     |
| ---------------- | ----------- |
| Robert Buigues   | 1985 - 1986 |
| Christian Dalger | 1986 - 1989 |
| Patrick Parizon  | 1989 - 1990 |
| Noël Tosi        | 1990 - 1991 |
| Bernard Simondi  | 1991 - 1993 |
| Bernard David    | 1993 - 1994 |
| Christian Letard | 1994 - 1995 |
| Éric Geraldes    | 1995 - 1996 |
| Bernard Simondi  | 1996 - 1997 |
| Alain Michel     | 1997-2001   |
| Marc Westerloppe | 2001-2002   |
| Alain Michel     | 2002-2004   |
| Thierry Goudet   | 2004-2006   |
| Bernard Blaquart | 2006-2006   |
| Yvon Pouliquen   | 2006-2007   |

| Nom                   | Période   |
| --------------------- | --------- |
| Mehmed Baždarević     | 2007-2010 |
| Yvon Pouliquen        | 2010-2011 |
| Olivier Saragaglia    | 2011-2015 |
| Jean-Louis Garcia     | 2015-2016 |
| Olivier Guégan        | 2016-2018 |
| Philippe Hinschberger | 2018-2021 |
| Maurizio Jacobacci    | 2021-2021 |
| Vincent Hognon        | 2021-2024 |
| Laurent Peyrelade     | 2024-2024 |
| Oswald Tanchot        | 2024      |
| Franck Rizzetto       | 2025-     |

### Capitaines

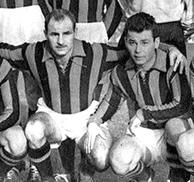
Ruben Bravo

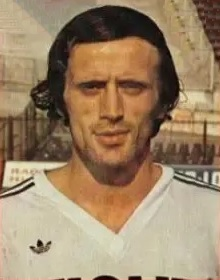
Robert Buigues

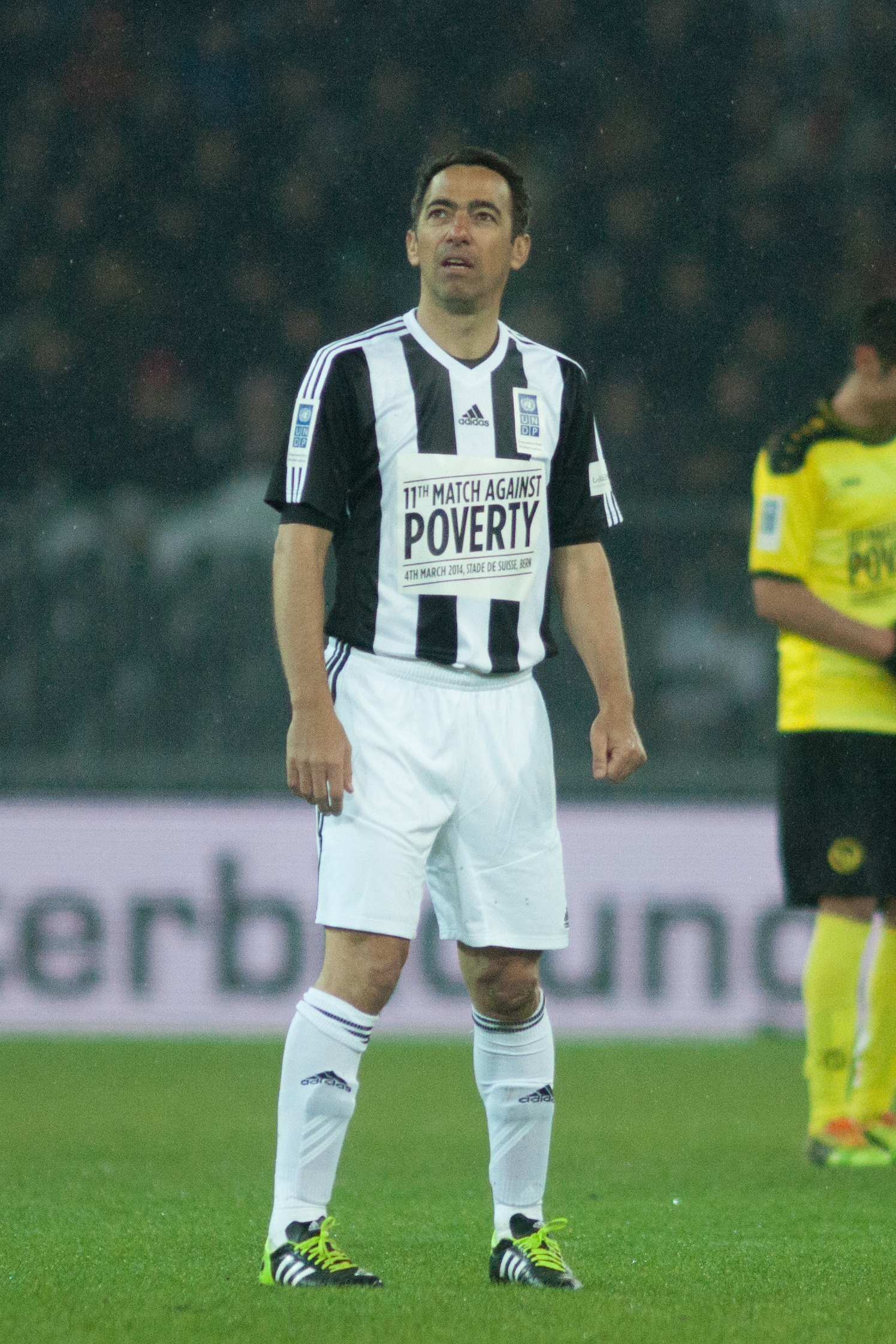
Youri Djorkaeff

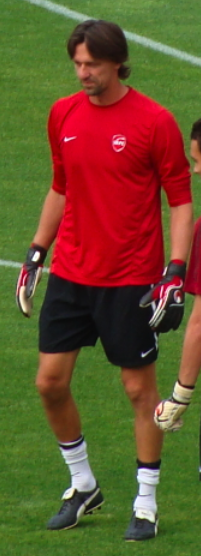
Grégory Wimbée

| Nom                  | Période   |
| -------------------- | --------- |
| Ruben Bravo          | 1957-1958 |
| Paul Carrier         | 1958-1960 |
| Joseph Donnard       | 1960-1963 |
| Gérard Fossoud       | 1963-1964 |
| Jean-Claude Ranouil  | 1964-1965 |
| Jean Laffont         | 1965-1971 |
| Francis Blanc        | 1971-1972 |
| Daniel D'Emilio      | 1972-1975 |
| Jean Deloffre        | 1975-1976 |
| Michel Dupraz        | 1976-1980 |
| Didier Gilles        | 1980-1981 |
| Gérard Madronnet     | 1981-1983 |
| Laszlo Balint        | 1983-1984 |
| Jacques Perais       | 1984-1985 |
| Robert Buigues       | 1984-1986 |
| Jean-Philippe Séchet | 1986-1987 |
| Claude Robin         | 1987-1988 |
| Youri Djorkaeff      | 1988-1989 |
| Jacques Perdrieau    | 1989-1990 |
| Patrick Guillot      | 1990-1991 |
| Lionel David         | 1991-1992 |
| Stéphane Garcia      | 1992-1993 |
| Éric Géraldes        | 1993-1994 |
| Éric Villa           | 1994-1996 |
| Christophe Dumolin   | 1996-1997 |
| Olivier Blino        | 1997-1998 |
| Jean-Marc Philippon  | 1997-1998 |
| Olivier Saragaglia   | 1998-2000 |
| Cyrille Courtin      | 2000-2001 |
| Hervé Milazzo        |           |
| Julien François      |           |
| Grégory Wimbée       |           |
| Laurent Batlles      |           |
| Nicolas Dieuze       |           |
| Selim Bengriba       |           |
| Maxime Spano-Rahou   |           |
| Brice Maubleu        |           |
| Gaëtan Paquiez       |           |

### Joueurs emblématiques
| Rang | Nom             | Buts | Matchs | Carrière au club        |
| ---- | --------------- | ---- | ------ | ----------------------- |
| 1    | Nassim Akrour   | 110  | 312    | 2005 - 2010 2013 - 2016 |
| 2    | Alain Copé      | 57   | 153    | 1964 - 1970             |
| 3    | Emmanuel Koum   | 53   | 96     | 1967 - 1970             |
| 4    | Paul Carrier    | 46   | 240    | 1951 - 1952 1954 - 1960 |
| 5    | Pierre Ferrazzi | 45   | 76     | 1965 - 1967             |

| Rang | Nom              | Matchs | Carrière au club        |
| ---- | ---------------- | ------ | ----------------------- |
| 1    | Louis Desgranges | 403    | 1956 - 1969             |
| 2    | Brice Maubleu    | 342    | 2009 - 2012 2014 -      |
| 3    | Nassim Akrour    | 312    | 2005 - 2010 2013 - 2016 |
| 4    | Gérard Fossoud   | 277    | 1958 - 1967             |
| 5    | Joseph Piatek    | 184    | 1954 - 1959             |

Au cours de son histoire, le club isérois a compté dans ses rangs plusieurs joueurs qui ont marqué de leur empreinte l'histoire du GF38. Le défenseur Louis Desgranges est le joueur le plus capé sous le maillot grenoblois avec 403 apparitions suivi du gardien de but Brice Maubleu avec 342 matchs, puis de l'attaquant algérien Nassim Akrour qui comptabilise 312 apparitions. Au rayon des meilleurs buteurs, c'est l'attaquant algérien Nassim Akrour qui occupe la première place avec 110 réalisations suivi de l'attaquant français Alain Copé auteur de 57 réalisations sous le maillot bleu et blanc.

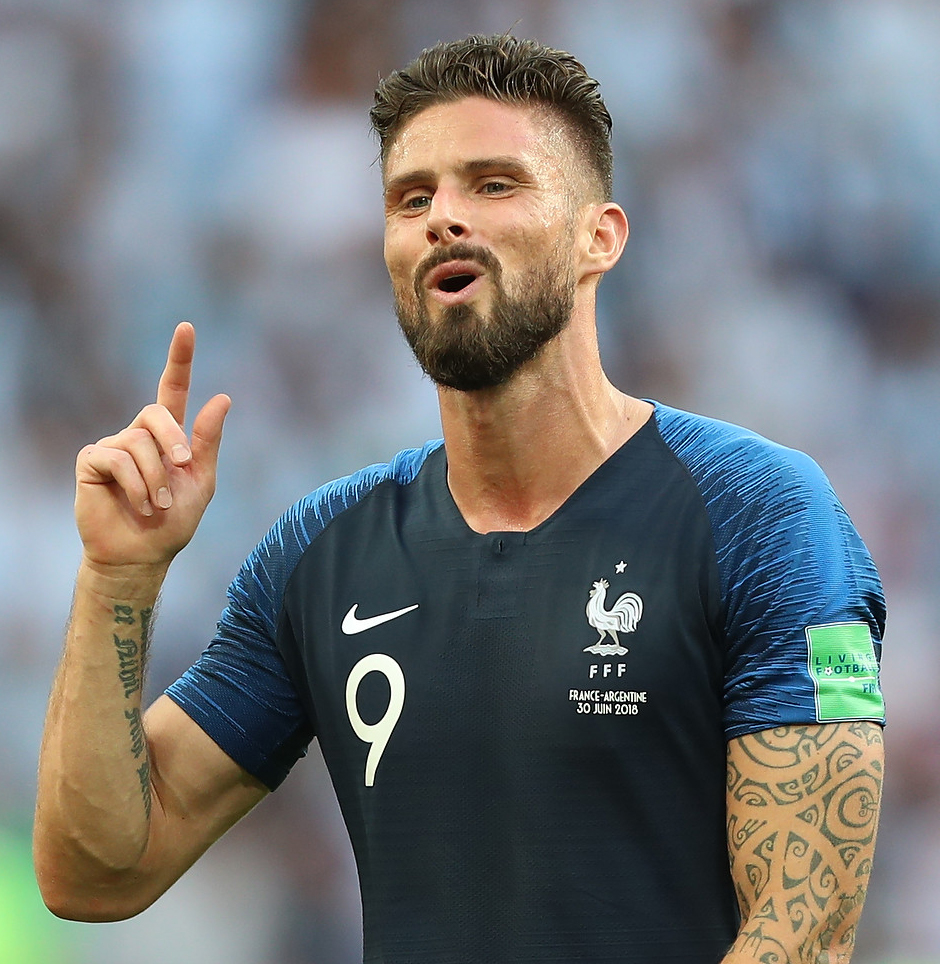
Olivier Giroud a été formé au GF38 avant de débuter en professionnel lors de la saison 2005-2006.

Le défenseur Gérard Fossoud, quant à lui, effectue l'intégralité de sa carrière à Grenoble et remporte deux titres de champion de Division 2 en 1960 et 1962. Le milieu gauche Paul Carrier est formé au club et évolue au GF38 une première fois entre 1951 et 1952 puis entre 1954 et 1960. Durant cette période, le club rhône-alpin enregistre l'arrivée du milieu Joseph Piatek en provenance de l'Olympique lyonnais. Il y effectuera un total de 184 matchs entre 1954 et 1959. Au cours de l'été 1967, le GF38 s'attache les services de l'attaquant camerounais Emmanuel Koum qui débarque de l'Oryx Douala. Son adaptation est très rapide puisqu'il inscrit dès sa première saison sous les couleurs blanches et bleues un total de 16 réalisations en Division 2. Après deux autres saisons réussies, il rejoint l'AS Monaco.
Au cours de la saison 1974-1975, l'entraineur isérois Roger Garcin lance le jeune portier Bruno Guiguet comme titulaire à seulement 23 ans. Il gardera les buts grenoblois jusqu'en 1988. Dix ans plus tard, le jeune ailier français Youri Djorkaeff, fils de l'ancien international français Jean Djorkaeff, commence sa carrière en Division 2. Après six saisons à Grenoble, il quittera le club pour rejoindre le RC Strasbourg.
Lors de la saison 2005-2006, le technicien français Bernard Blaquart, alors entraîneur du club par intérim, lance dans le bain de la Ligue 2 face à Gueugnon le jeune attaquant français formé au club, Olivier Giroud. Ce dernier dispute seulement six matchs durant cette saison puis dix-sept la saison suivante, l'entraîneur Mehmed Bazdarevic ne comptant clairement pas sur lui. Il quitte alors le GF38 à l'été 2007 pour rejoindre le FC Istres.
En 2007-2008, la formation grenobloise entraînée par le technicien bosnien Mehmed Bazdarevic réalise l'exploit de monter pour la troisième fois de son histoire en Ligue 1, terminant alors à la troisième place du classement de Ligue 2. Au cours de cette saison-là, l'équipe compte dans ses rangs plusieurs joueurs d'expérience comme le portier français Grégory Wimbée, le défenseur serbe Milivoje Vitakić, le latéral français Martial Robin ou encore le buteur algérien Nassim Akrour. Cette saison verra l'éclosion du jeune milieu offensif algérien formé au club, Sofiane Feghouli.
Un des derniers joueurs notables à avoir été formé au club est l'international français Florian Thauvin qui a fait ses débuts professionnels en Ligue 2 lors de la saison 2010-2011 et qui compte aujourd'hui plusieurs sélections.

### Joueurs formés au club sacrés champions du monde
- Youri Djorkaeff (1998)
- Olivier Giroud (2018)
- Florian Thauvin (2018)

## Effectif professionnel actuel
Le premier tableau liste l'effectif professionnel du Grenoble Foot 38 pour la  saison 2025-2026. Le second recense les prêts effectués par le club lors de cette même saison.

## Structures sportives

### Stades
Le club grenoblois évolue dans l'enceinte du stade des Alpes depuis février 2008 après avoir longtemps évolué au stade Charles-Berty puis au stade Lesdiguières.

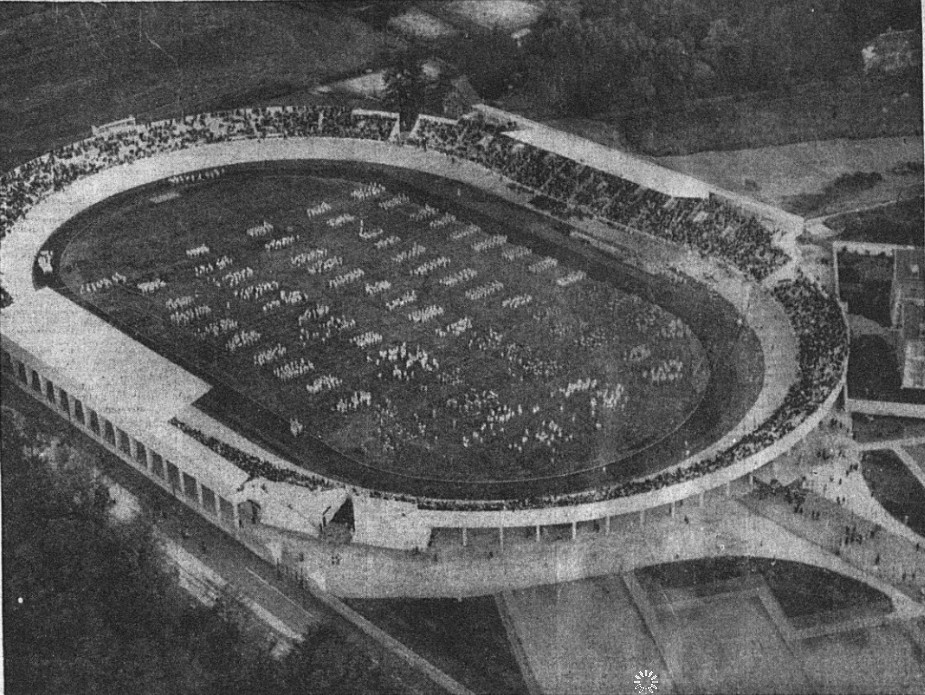
Stade Charles-Berty
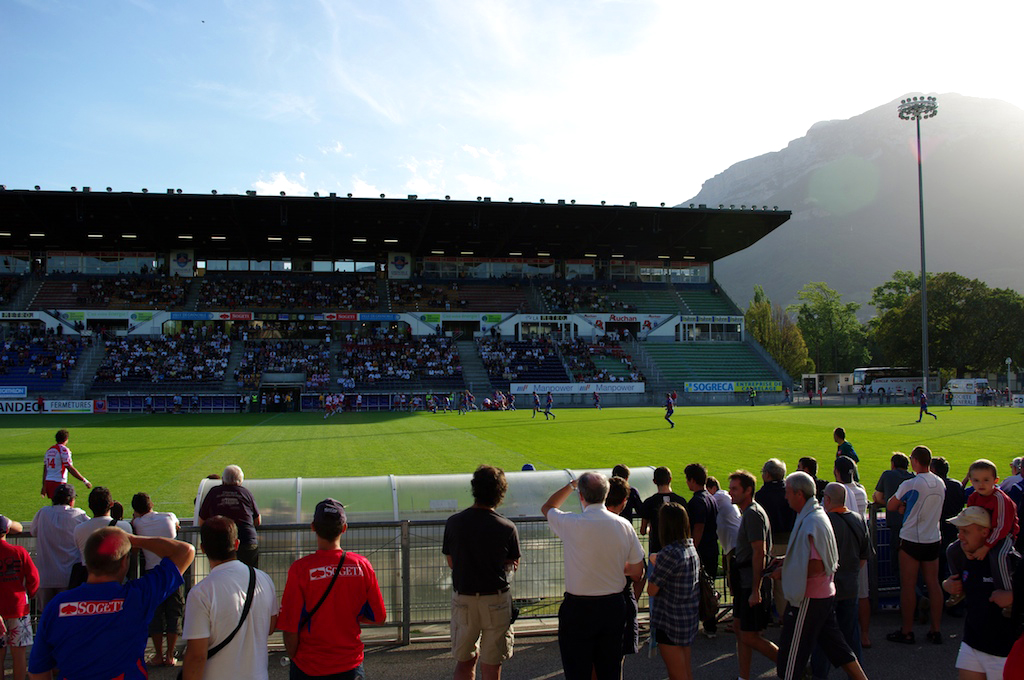
Stade Lesdiguières

Le stade des Alpes est une enceinte de 20 068 places, inauguré en février 2008 en bordure du parc Paul-Mistral à Grenoble, a été construit sur l'emplacement du stade Charles-Berty détruit en 2003 pour permettre la construction de cette nouvelle enceinte.
Il héberge également depuis 2014 les matchs du FC Grenoble Rugby.
Détail des tribunes du stade des Alpes
Les tribunes se décomposent en cinq groupes :
- Tribune Sud : 4 000 places
- Tribune Nord : 6 000 places
- Tribune Est : 5 000 places
- Tribune Ouest : 5 000 places
- Tribune presse : 68 places

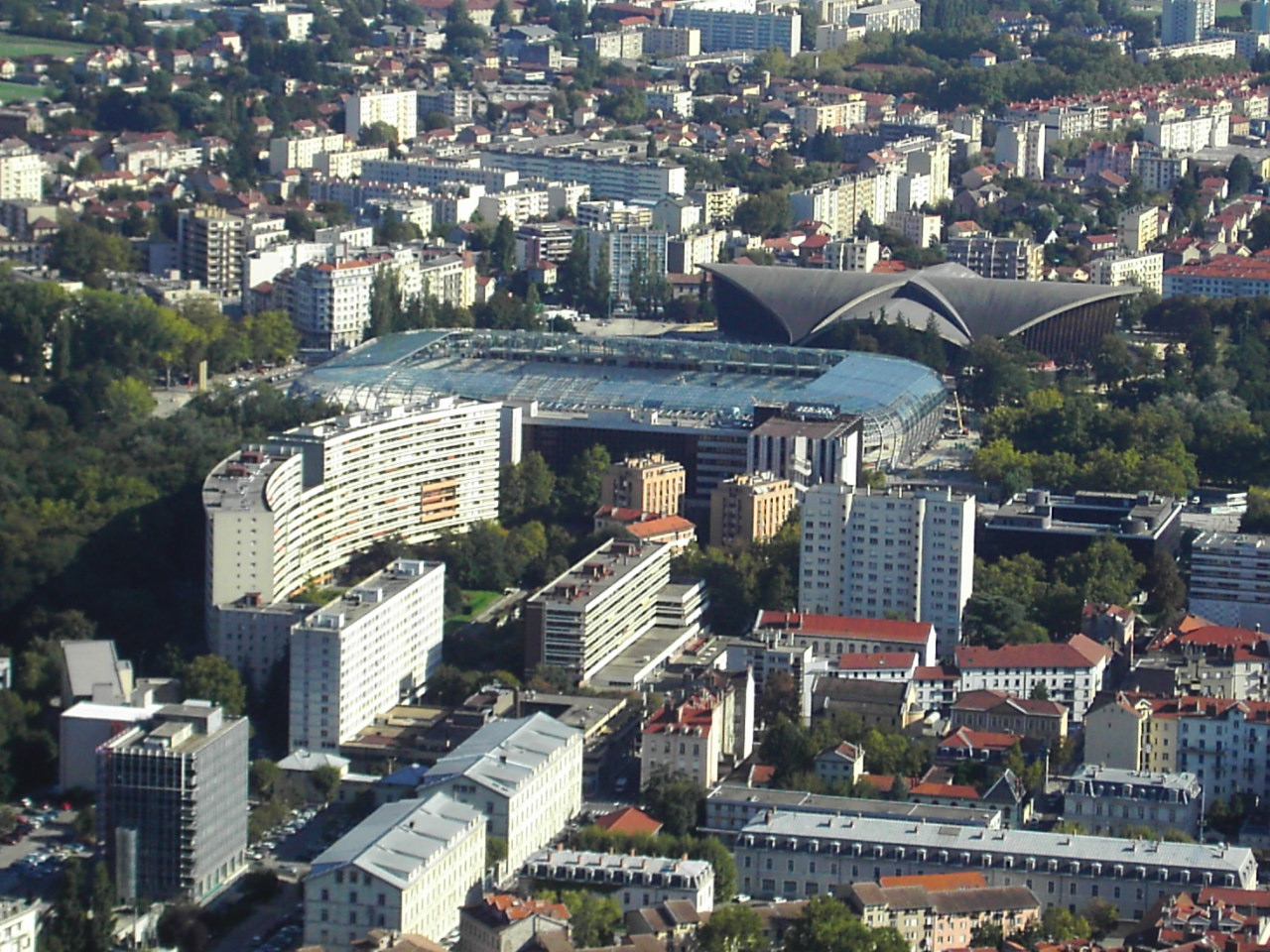
Stade en septembre 2007
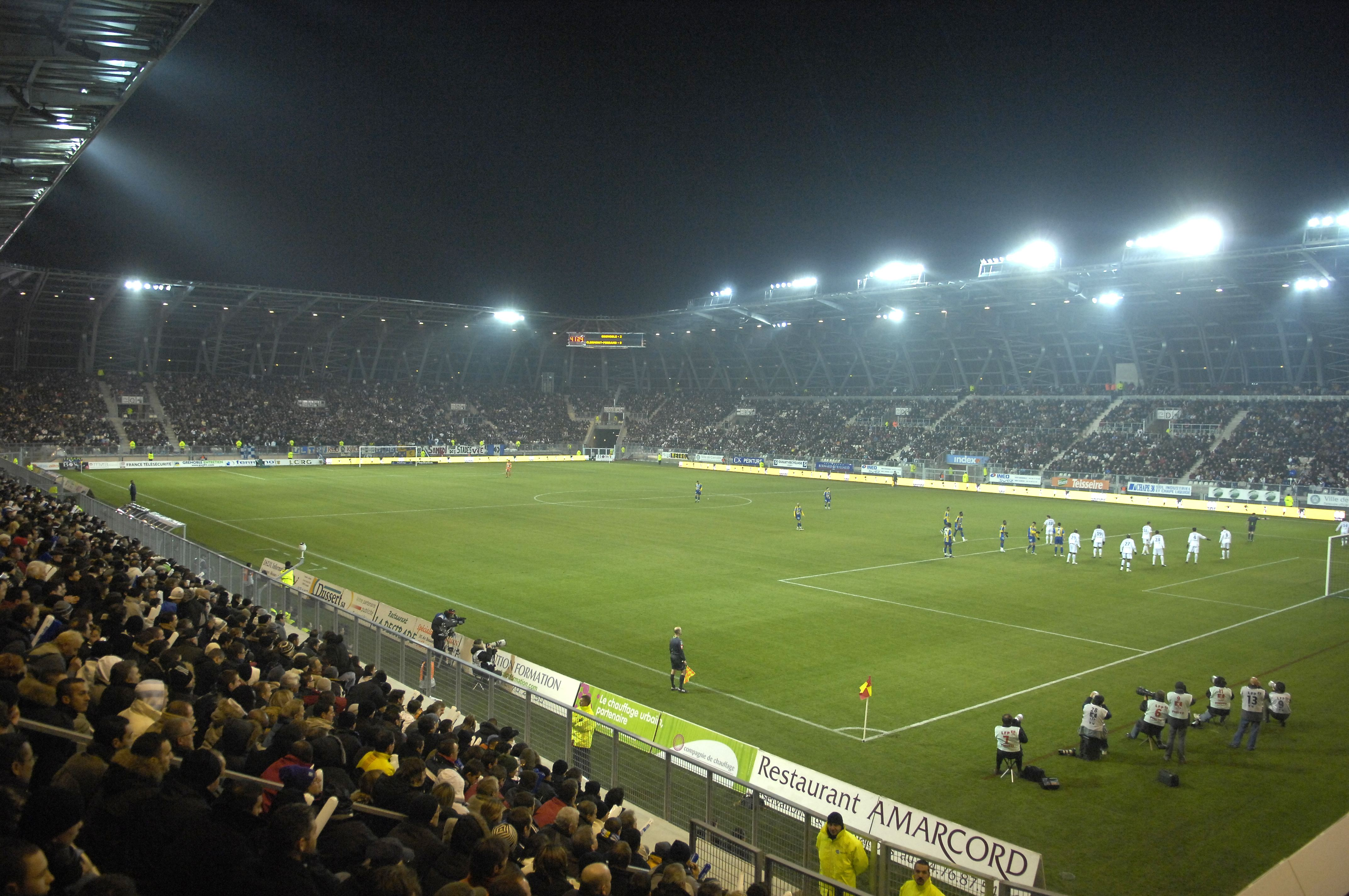
Vue intérieure en 2008
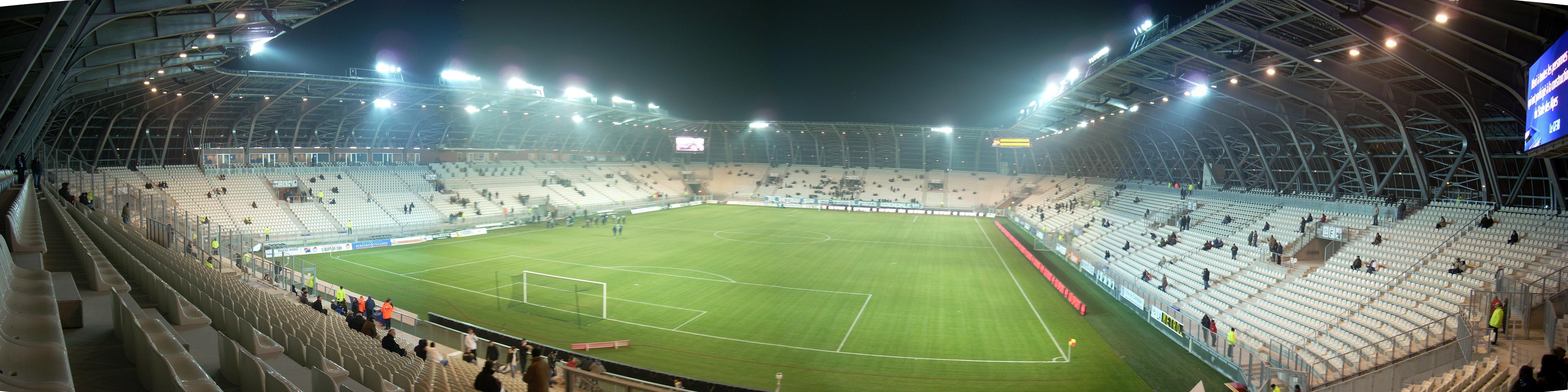
Vue intérieure en 2008
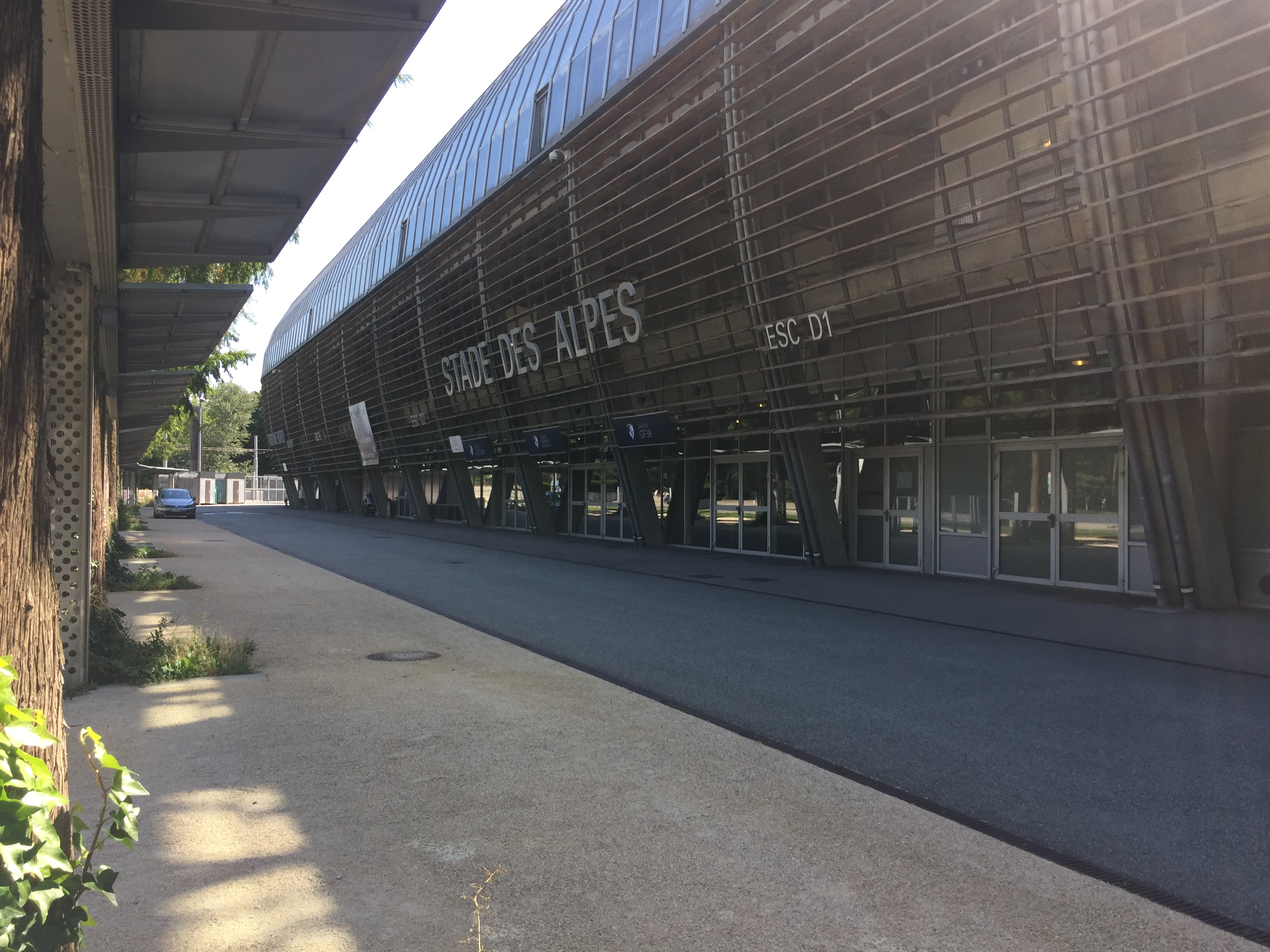
Vue de l'extérieur
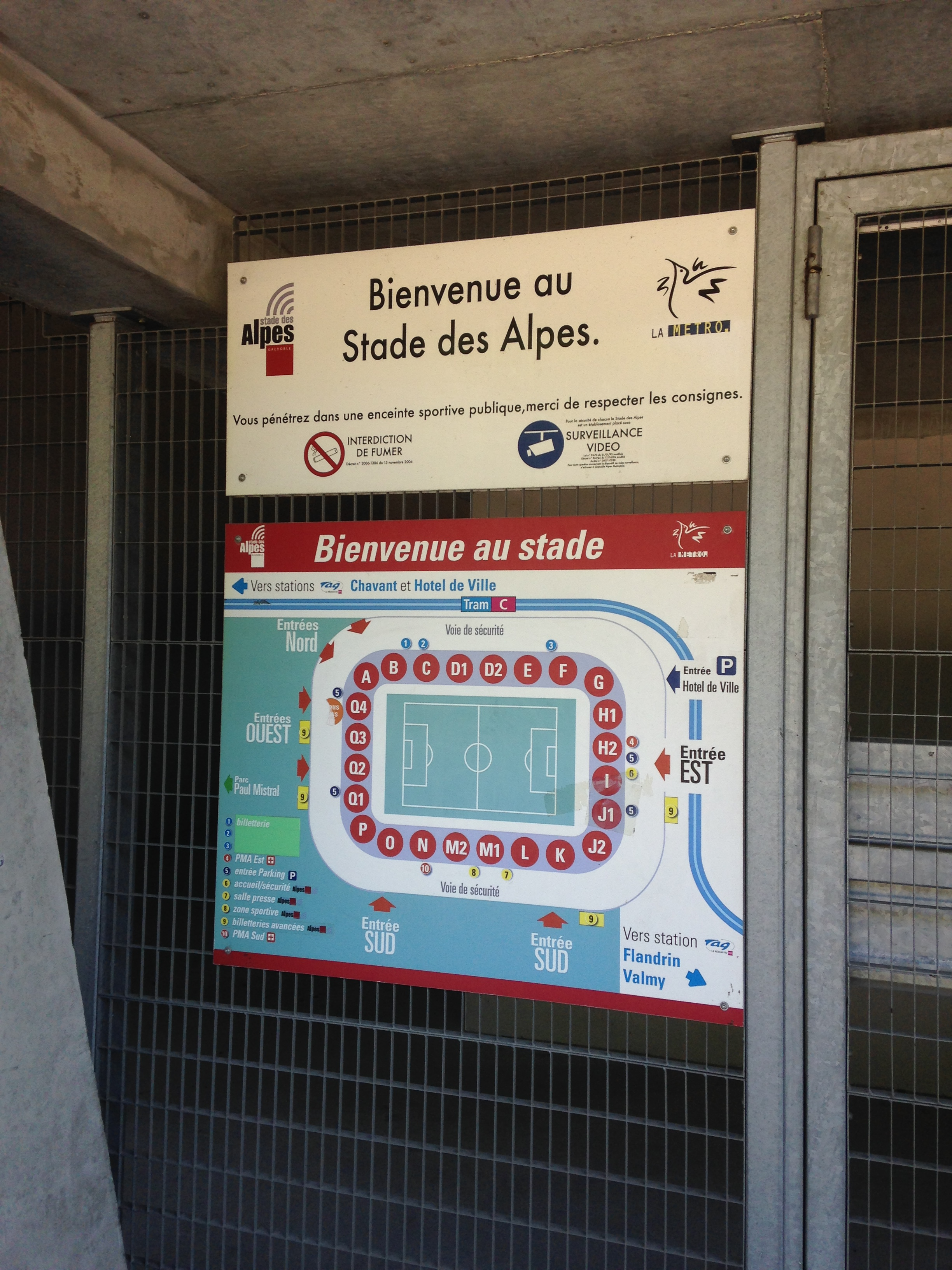
Plan du Stade

## Aspects juridiques et économiques

### Aspects juridiques
Le GF38 se compose d'une association détentrice du numéro d'affiliation à la FFF et d'une société. La société Grenoble Foot 38, au capital social de 1,6 million d'euros, possède le statut de société anonyme. Son chiffre d'affaires s'élève à 1,3 million d'euros sur l'année 2017.

### Éléments comptables
Le tableau ci-dessous résume les différents budgets prévisionnels du club grenoblois saison après saison.
| Saison | 2008-2009 | 2009-2010 | 2010-2011 | 2011-2012 | 2012-2013 | 2013-2014 | 2014-2015 | 2015-2016 | 2016-2017 | 2017-2018 |
| Budget | 25 M€     | 28 M€     | 12 M€     | N.C       | N.C       | N.C       | 2,15 M€   | N.C       | 2,5 M€    | 3,6 M€    |
| Saison | 2018-2019 | 2019-2020 | 2020-2021 | 2021-2022 | 2022-2023 | 2023-2024 | 2024-2025 |           |           |           |
| Budget | 8,5 M€    | 9,5 M€    | 10 M€     | 8 M€      | 9 M€      | 9 M€      | 10 M€     |           |           |           |

### Transferts les plus coûteux

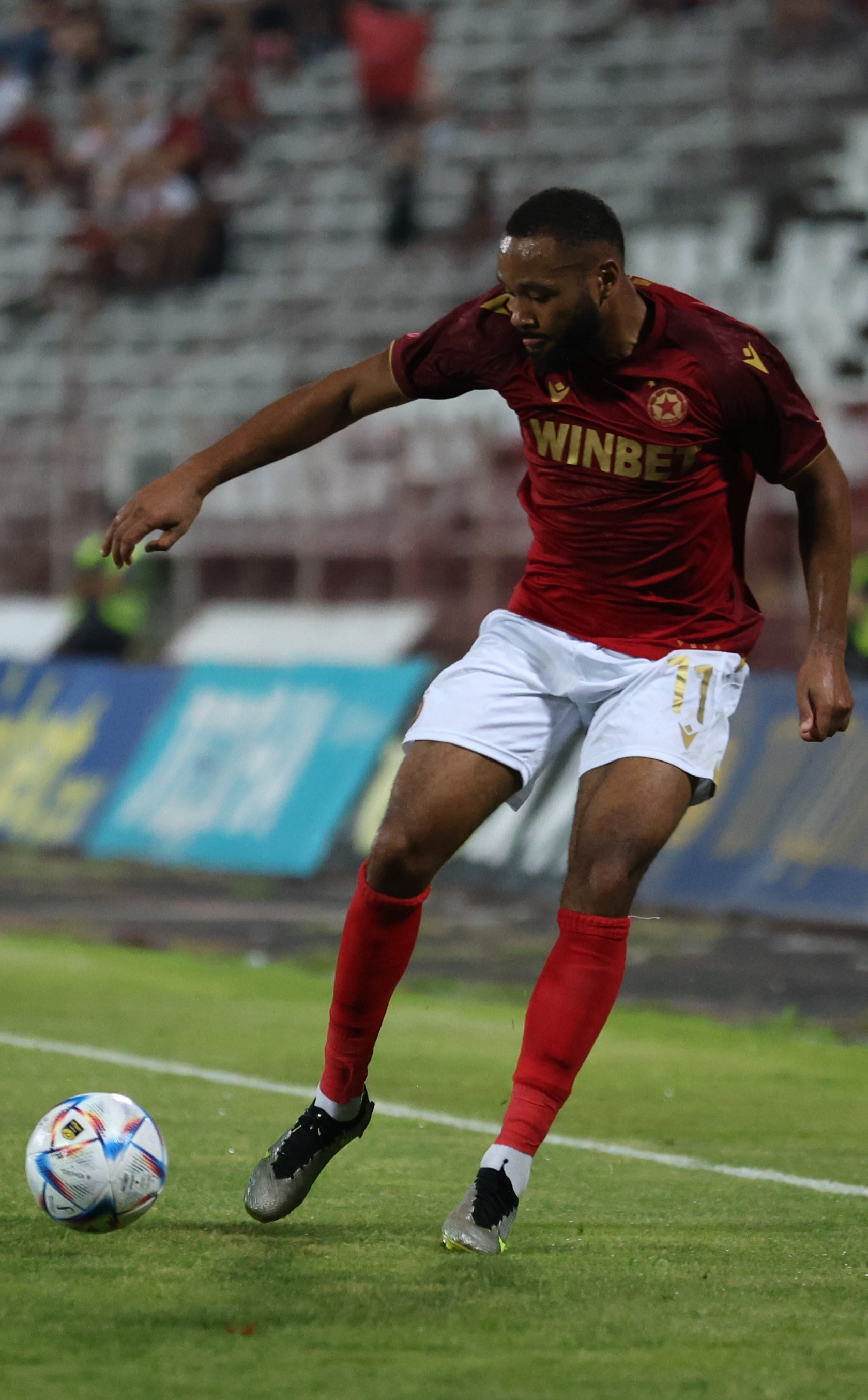
Matthias Phaëton

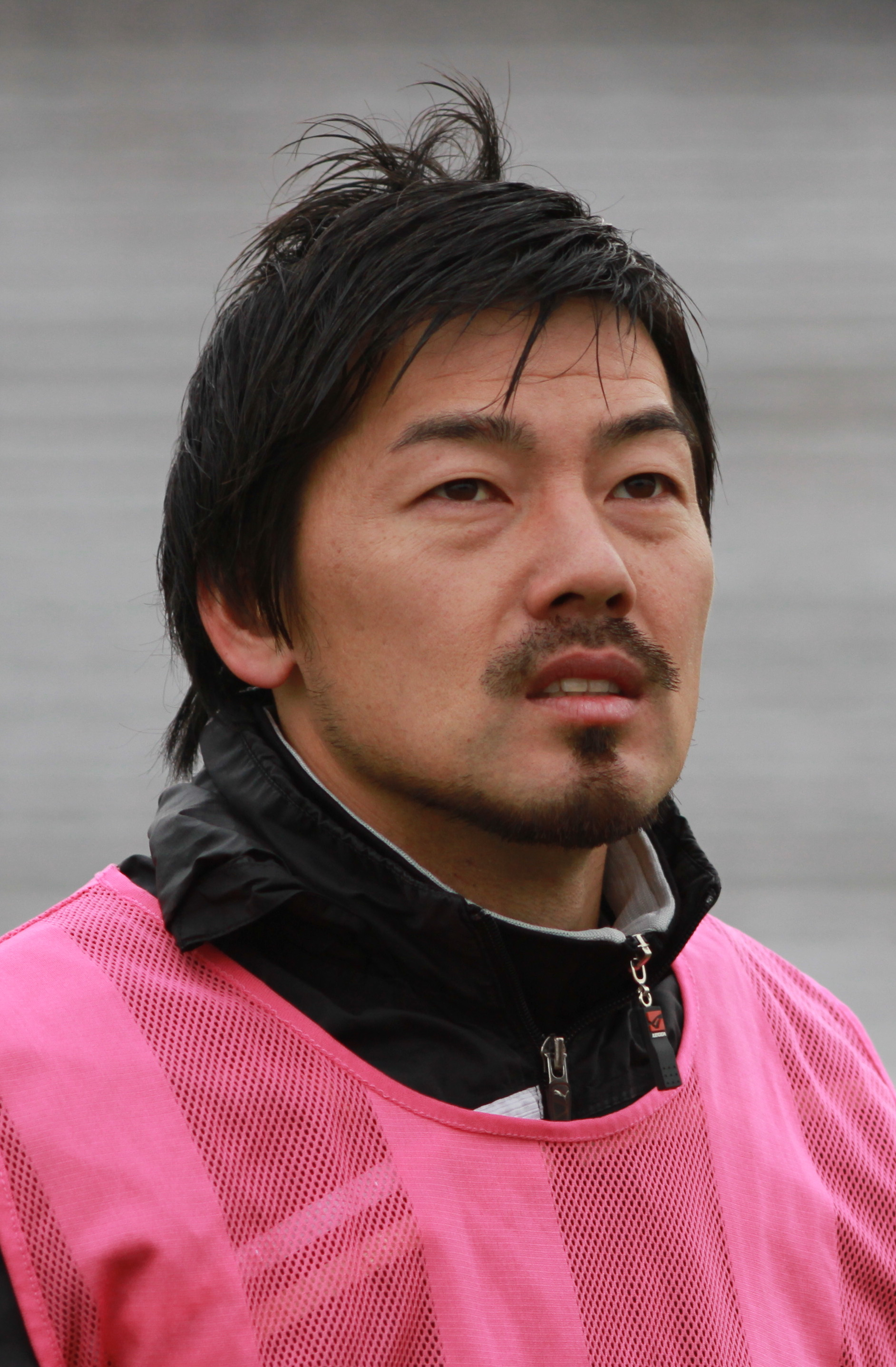
Daisuke Matsui

Le tableau ci-dessous synthétise les plus grosses ventes de joueurs dans l'histoire du club grenoblois :
| Cessions |                  |           |               |       |         |
| Rang     | Joueurs          | Indemnité | Destination   | Année | Source  |
| 1        | Matthias Phaëton | 2 M€      | CSKA Sofia    | 2022  | [ 107 ] |
| 2        | Moussa Djitté    | 1,5 M€    | Austin FC     | 2021  | [ 107 ] |
| 2        | Charles Pickel   | 1,5 M€    | FC Famalicão  | 2021  | [ 107 ] |
| 4        | Florian Sotoca   | 1,1 M€    | RC Lens       | 2020  | [ 107 ] |
| 4        | Youri Djorkaeff  | 1,1 M€    | RC Strasbourg | 1989  | [ 107 ] |

Le tableau ci-dessous synthétise les plus gros achats de joueurs dans l'histoire du club grenoblois :
| Acquisitions |                        |           |                    |       |         |
| Rang         | Joueurs                | Indemnité | Provenance         | Année | Source  |
| 1            | Sandy Paillot          | 1,5 M€    | Olympique lyonnais | 2009  | [ 108 ] |
| 2            | Daisuke Matsui         | 1 M€      | AS Saint-Étienne   | 2009  | [ 108 ] |
| 2            | Pierre Boya            | 1 M€      | Rapid Bucarest     | 2009  | [ 108 ] |
| 4            | Jean-Jacques Mandrichi | 0,8 M€    | Nîmes Olympique    | 2010  | [ 108 ] |
| 5            | Jimmy Juan             | 0,75 M€   | AS Monaco          | 2006  | [ 108 ] |

### Sponsors
Avec son retour en championnat de National puis en Ligue 2, le club isérois peut compter sur plusieurs partenaires majeurs tels que IDRAC, Jean Cavaillé, Baby coque, AG2R La Mondiale mais aussi Carrefour, Carrefour market, Banque populaire, Bontaz, Volkswagen, Nike, Ekinsport, Samse et Sempa. Enfin, l'entité du GF38 recense également plusieurs partenaires institutionnels comme la région Auvergne-Rhône-Alpes, la ville de Grenoble, le conseil général de l'Isère ainsi que Grenoble-Alpes Métropole.‌

## Soutien et image

### Groupes de supporters

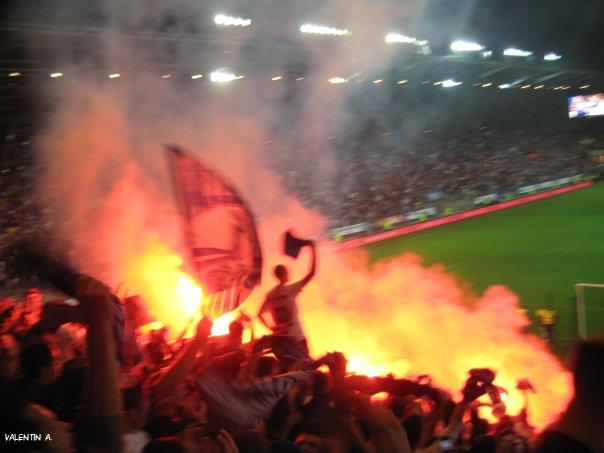
Tribune RK lors du match contre Châteauroux le 12 mai 2008.

- Le Red Kaos 1994 : fondé en 1994, le RK94 est le groupe de supporters le plus ancien des tribunes grenobloises. Il a été créé à l'époque où Grenoble jouait au Stade Charles Berty. Le groupe prône des valeurs d'autogestion, d'indépendance vis-à-vis du club et d'antiracisme. Le groupe entretient par ailleurs de très bonnes relations avec les Red Star Fans depuis quelques années[110]. Ce groupe participe à de nombreuses actions de bienfaisance telles que les collectes alimentaires[111]

- Les Diables Bleus 07[112]

### Médias d'informations sur le GF38
Le GF38, comme de nombreux clubs de football hexagonaux, est bien entendu suivi par les médias de la presse quotidienne régionale, en l’occurrence, Le Dauphiné Libéré, qui peut aussi compter sur différents médias supportant le club et indépendant des grands groupes de médias nationaux. Les plus notables sont les suivants:

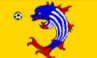
Partie du logo du GF38-historique.

- www.gf38-historique.fr/ (2008-2018). Créé lors de la montée du club en Ligue 1. Ce site d'actualité quotidienne, non officiel, a fonctionné de 2008 à 2018. Le site a assuré l'intérim des informations officielles du club tel les plannings d'entraînements[114] ou les informations sur les matchs, les recrutements et sur la boutique du club[115],[116] lors de la disparition du site officiel et jusqu'à sa re-création.
- Grenoble Foot Info. Ce site web d'actualité fait partie de la Sasu Metro-Sport et fournit des informations quotidiennes spécifiquement sur le GF38 depuis 2010 environ. Toujours actif en 2021[117].
- Metro-sports. Site principal du même groupe que le site Grenoble Foot Info. Ce site d'actualités assure les interviews des joueurs, les rapports et informations sur les matchs, le calendrier, les recrutements et la saison du GF38.
- Footisère. Probablement le plus ancien site suivant le football en Isère en général et le GF38 en particulier.